# Список птахів Уганди
Це перелік видів птахів, зафіксованих на території Уганди. Авіфауна Уганди налічує загалом 1090 видів, з яких 1 є ендемічним, а 3 був інтродуковані людьми. 3 види не були зафіксовані, однак, імовірно, присутні на території країни.

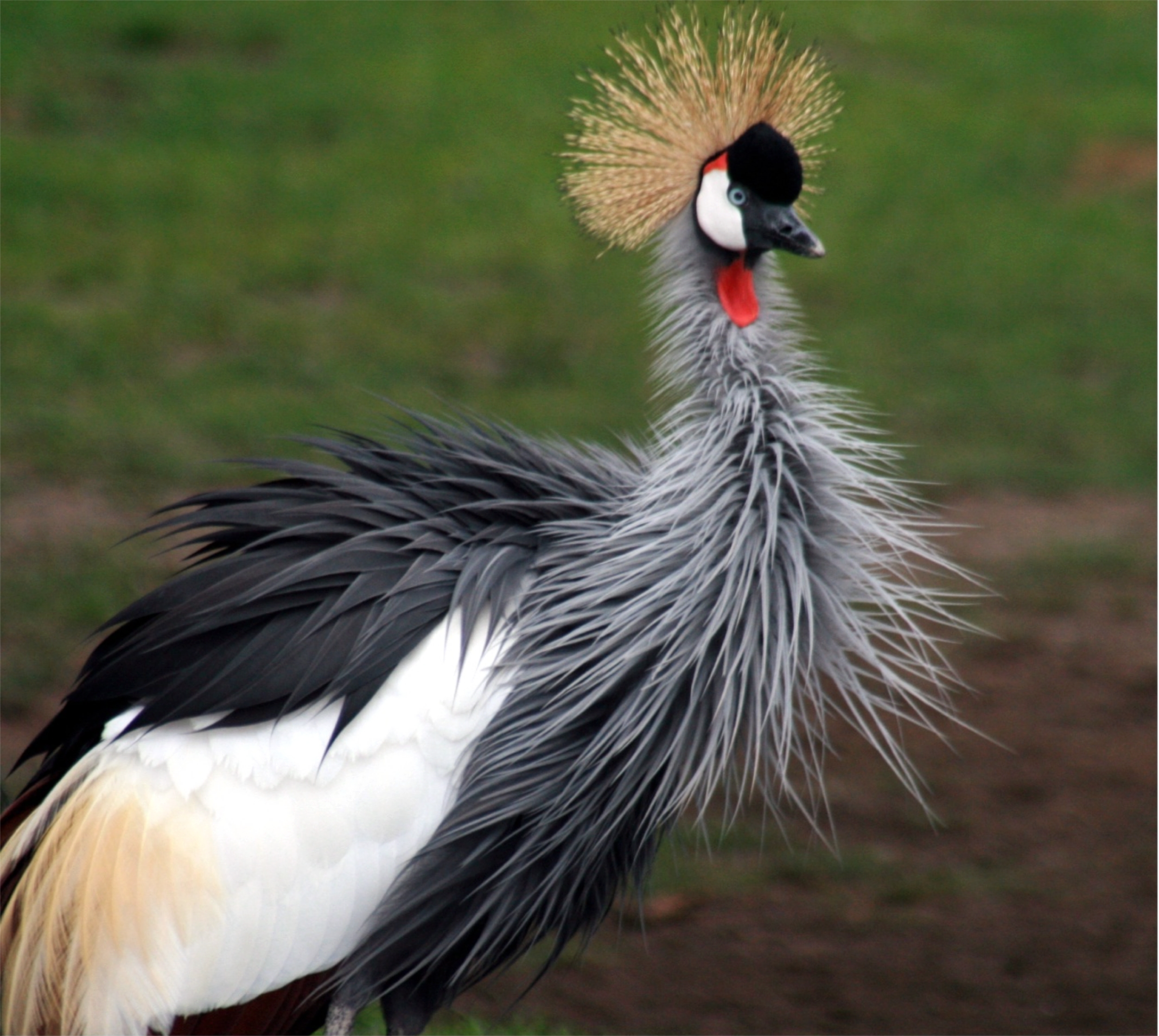
Журавель-вінценос південний (Balearica regulorum) є національним птахом Уганди

## Позначки
Наступні теги використані для виділення деяких категорій птахів.
- (А) Випадковий — вид, який рідко або випадково трапляється в Уганді
- (Е) Ендемічий — вид, який є ендеміком Уганди
- (I) Інтродукований — вид, завезений до Уганди як наслідок, прямих чи непрямих дій людських дій
- (H) Гіпотетичний — не зафіксований вид, який, однак, імовірно, присутній на території Уганди

## Страусоподібні(Struthioniformes)
Родина: Страусові (Struthionidae)
- Страус африканський, Struthio camelus

## Гусеподібні(Anseriformes)
Родина: Качкові (Anatidae)

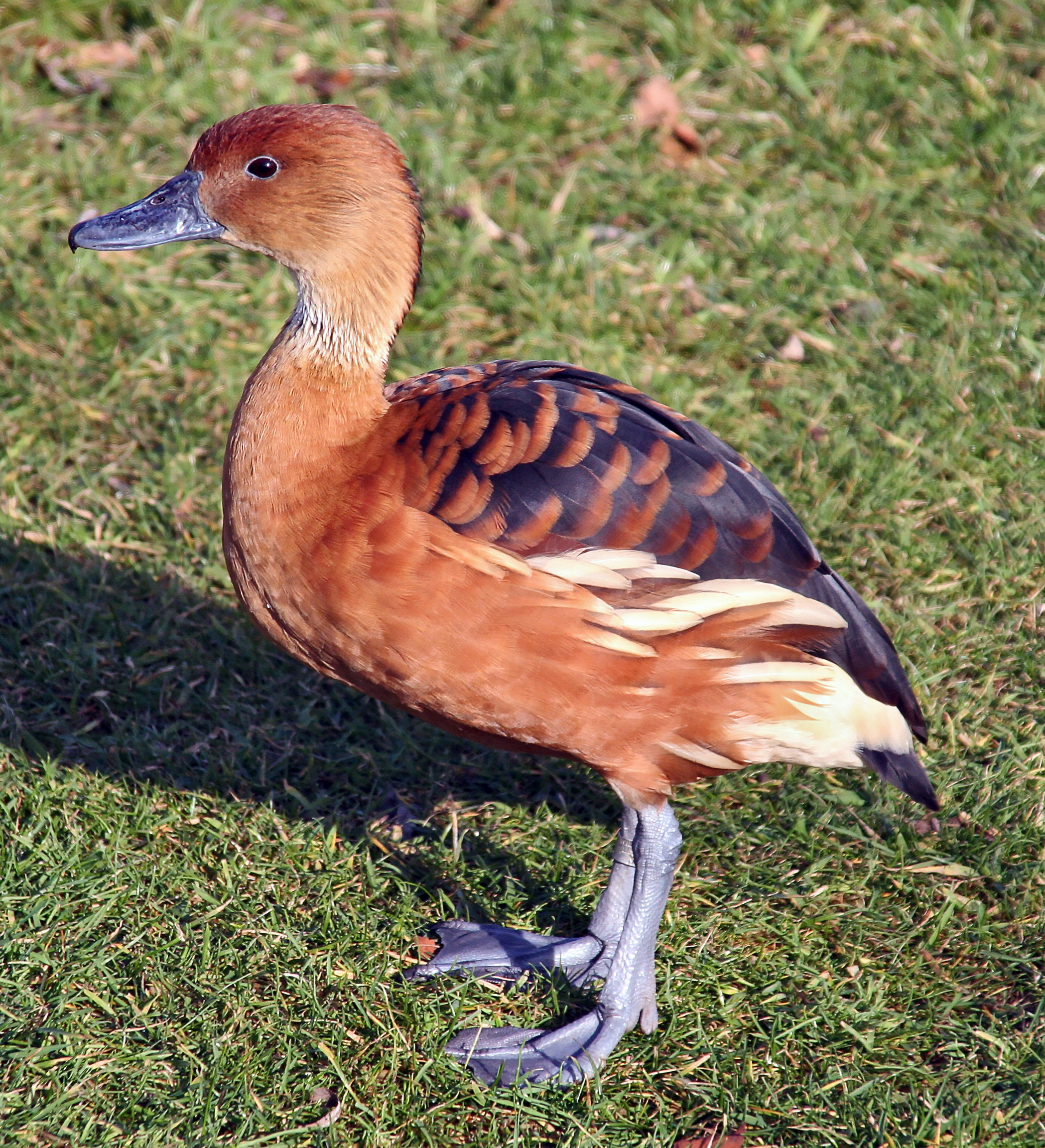
Свистач рудий (Dendrocygna bicolor)

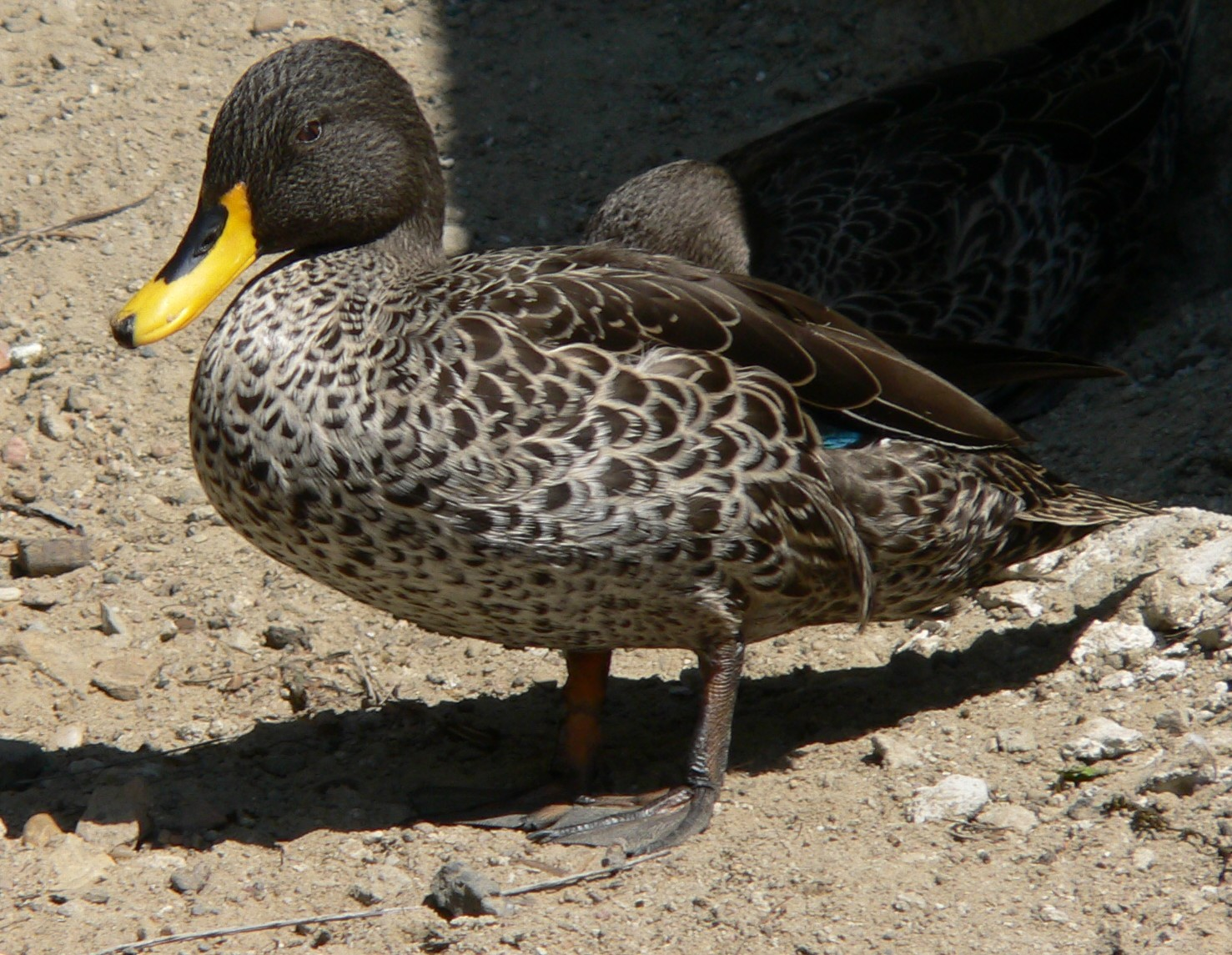
Крижень жовтодзьобий (Anas undulata)

- Свистач білоголовий, Dendrocygna viduata
- Свистач рудий, Dendrocygna bicolor
- Стромярка, Thalassornis leuconotus
- Качка шишкодзьоба, Sarkidiornis melanotos
- Качка екваторіальна (Pteronetta hartlaubii) (A)
- Каргарка нільська, Alopochen aegyptiaca
- Шпорокрил, Plectropterus gambensis
- Чирянка-крихітка африканська, Nettapus auritus
- Чирянка велика, Spatula querquedula
- Чирянка жовтощока, Spatula hottentota
- Широконіска північна, Spatula clypeata
- Свищ євразійський, Mareca penelope (A)
- Качка чорна, Anas sparsa
- Крижень жовтодзьобий, Anas undulata
- Шилохвіст червонодзьобий, Anas erythrorhyncha
- Шилохвіст північний, Anas acuta
- Чирянка мала, Anas crecca
- Чернь червоноока, Netta erythrophthalma
- Попелюх звичайний, Aythya ferina
- Чернь білоока, Aythya nyroca (A)
- Чернь чубата, Aythya fuligula
- Савка африканська, Oxyura maccoa (A)

## Куроподібні(Galliformes)
Родина: Цесаркові (Numididae)
- Цесарка рогата, Numida meleagris
- Цесарка чубата, Guttera pucherani

Родина: Токрові (Odontophoridae)

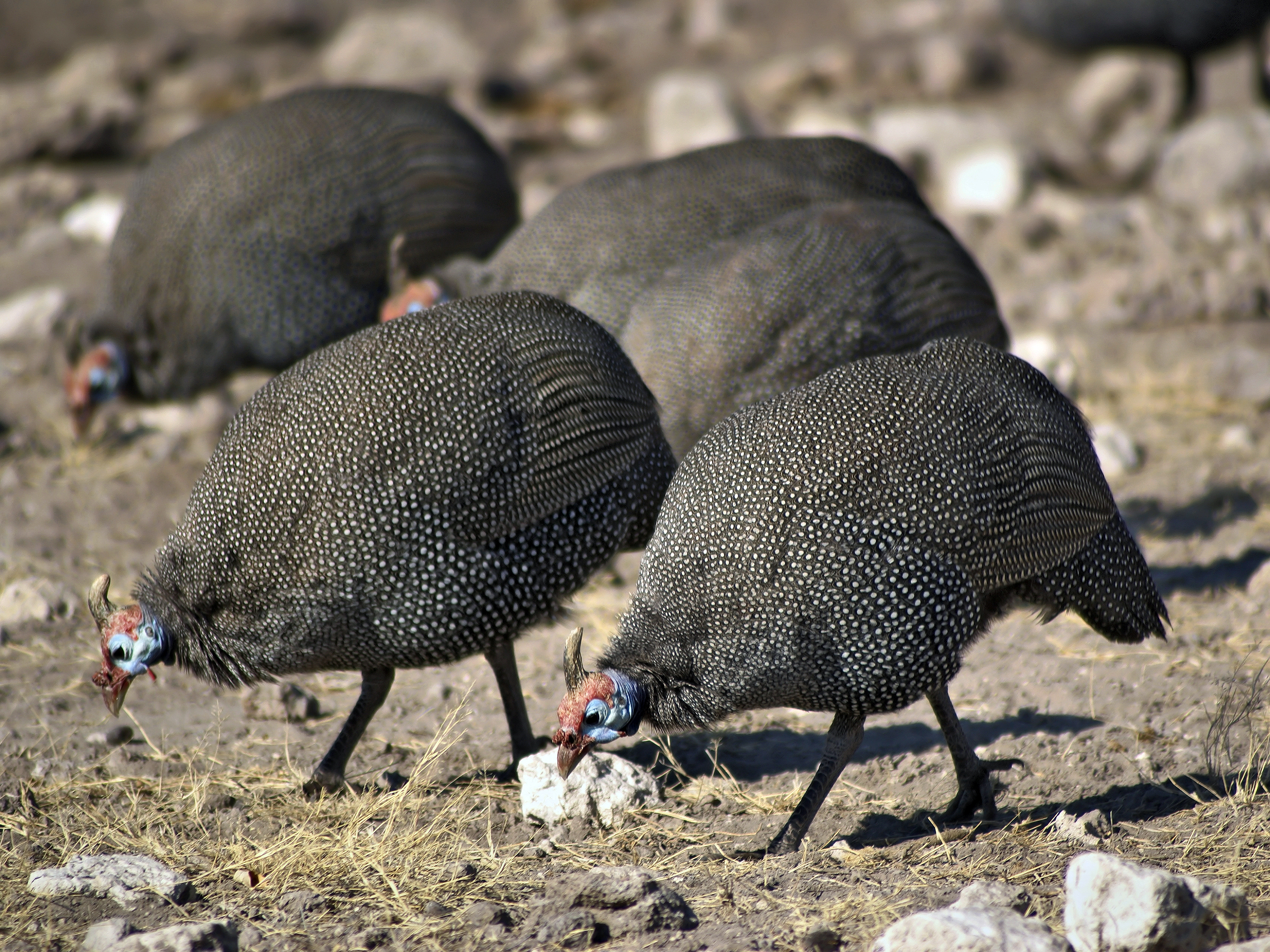
Цесарка рогата (Numida meleagris)

- Куріпка скельна, Ptilopachus petrosus
- Турач ітурійський, Ptilopachus nahani

Родина: Фазанові (Phasianidae)
- Турач лісовий, Peliperdix lathami

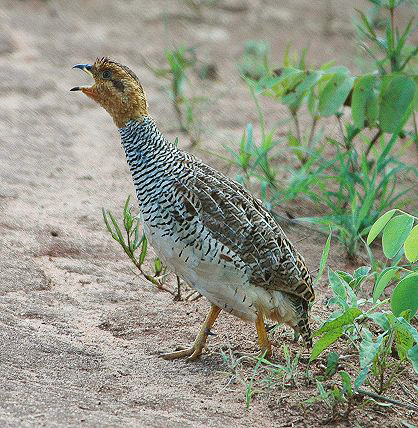
Турач вохристоголовий (Campocolinus coqui)

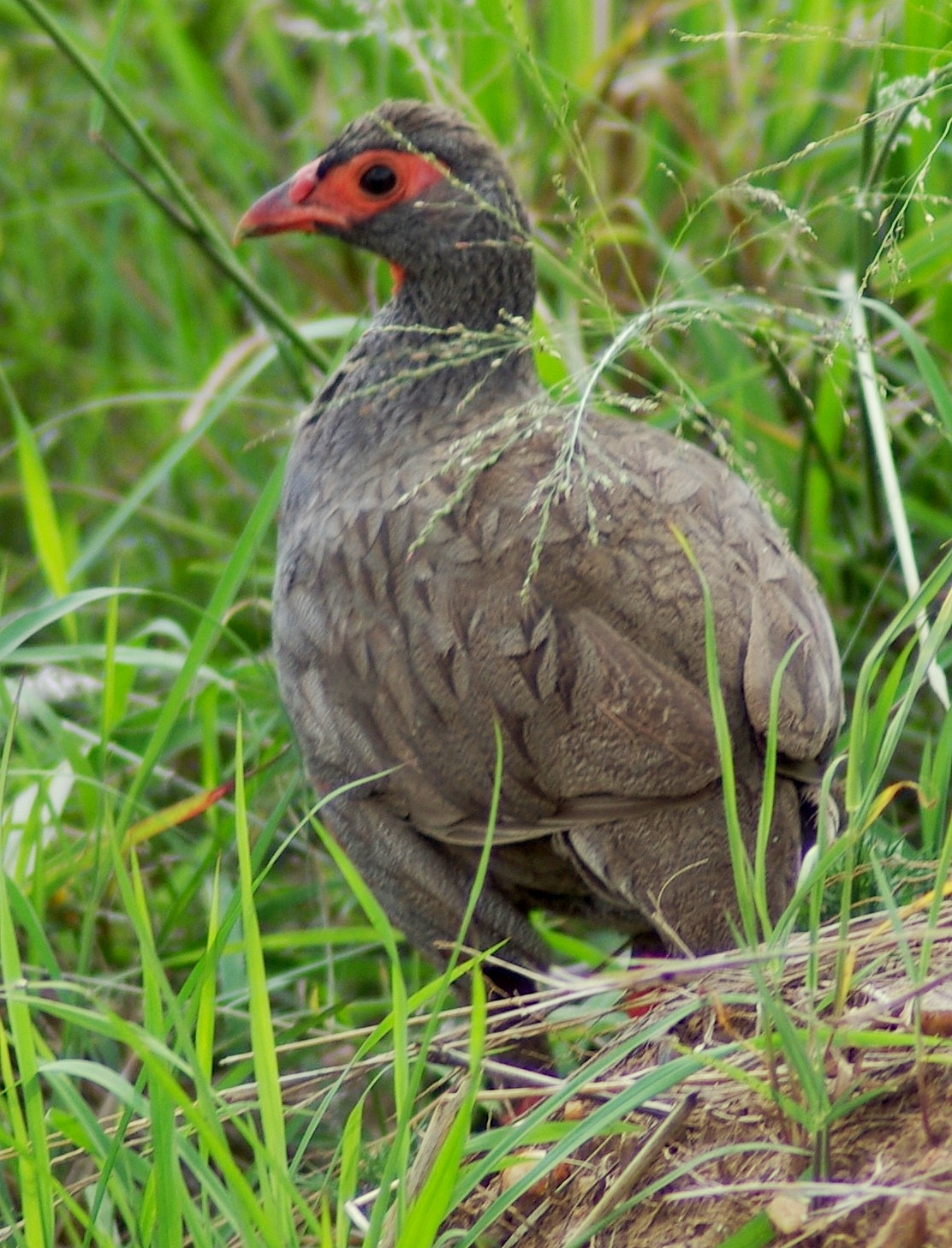
Турач рудогорлий (Pternistis afer)

- Турач чубатий, Ortygornis sephaena
- Турач вохристоголовий, Campocolinus coqui
- Турач світлобровий, Scleroptila streptophora
- Турач рудокрилий, Scleroptila levaillantii
- Scleroptila elgonensis
- Турач південний, Scleroptila gutturalis
- Турач Шелі, Scleroptila shelleyi
- Перепілка африканська, Synoicus adansonii
- Перепілка звичайна, Coturnix coturnix (A)
- Перепілка-арлекін, Coturnix delegorguei
- Турач угандійський, Pternistis nobilis
- Турач кенійський, Pternistis jacksoni
- Турач східний, Pternistis hildebrandti
- Турач тропічний, Pternistis squamatus
- Турач жовтодзьобий, Pternistis icterorhynchus
- Турач савановий, Pternistis clappertoni
- Турач жовтогорлий, Pternistis leucoscepus
- Турач рудогорлий, Pternistis afer

## Фламінгоподібні(Phoenicopteriformes)
Родина: Фламінгові (Phoenicopteridae)

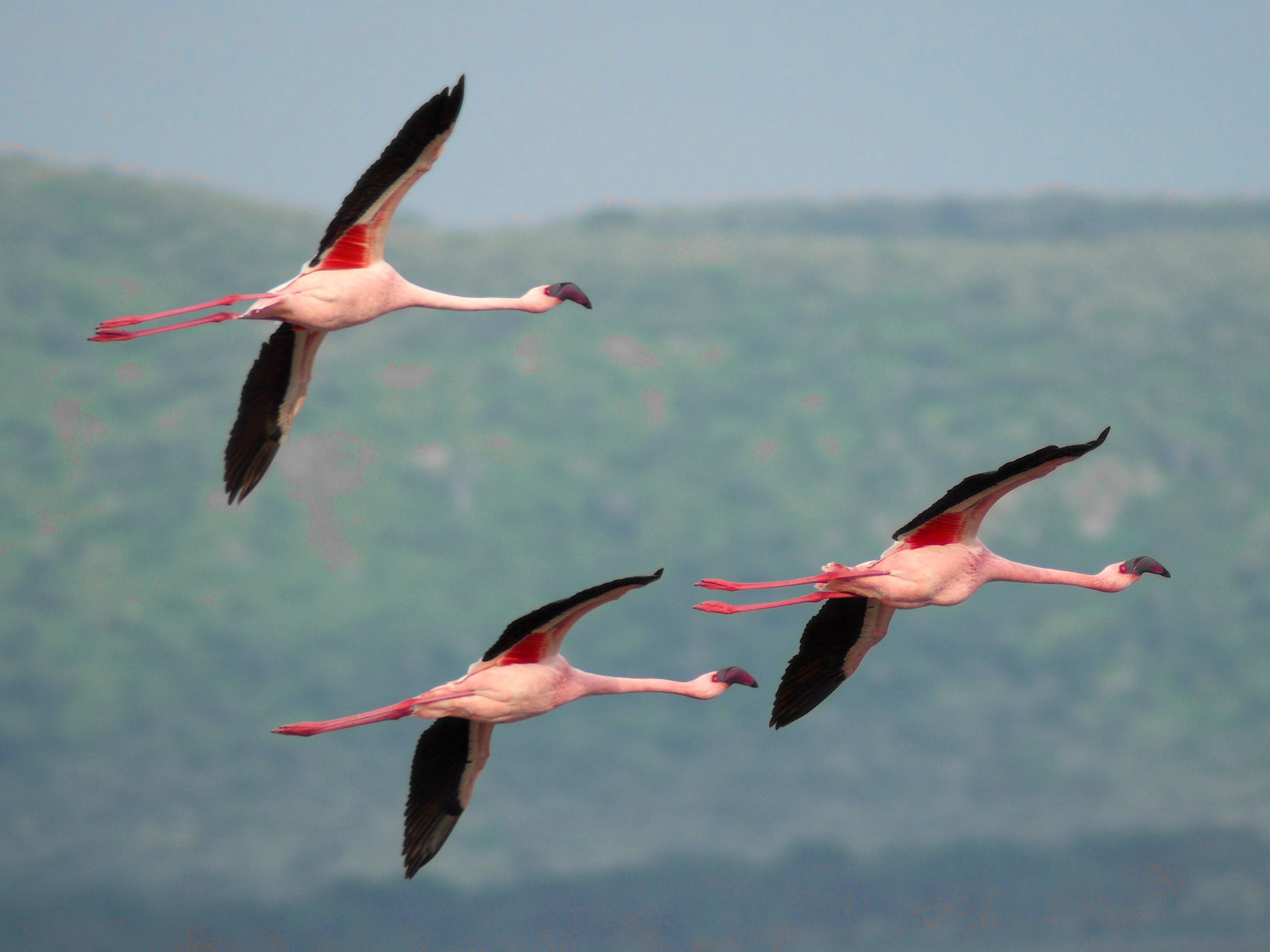
Фламінго малий (Phoeniconaias minor)

- Фламінго рожевий, Phoenicopterus roseus
- Фламінго малий, Phoeniconaias minor

## Пірникозоподібні(Podicipediformes)
Родина: Пірникозові (Podicipedidae)

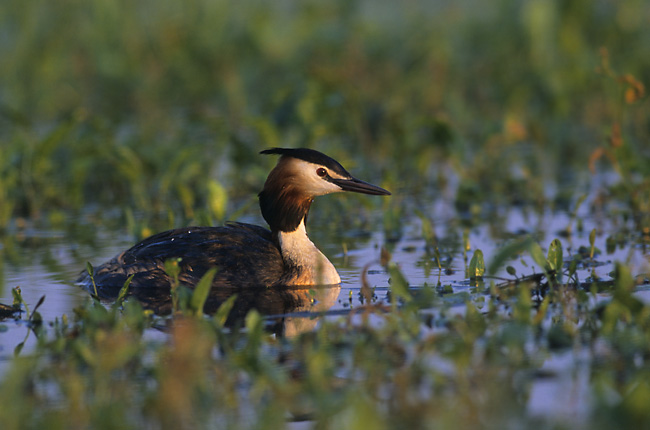
Пірникоза велика (Podiceps cristatus)

- Пірникоза мала, Tachybaptus ruficollis
- Пірникоза велика, Podiceps cristatus
- Пірникоза чорношия, Podiceps nigricollis (A)

## Голубоподібні(Columbiformes)
Родина: Голубові (Columbidae)
- Голуб сизий, Columba livia (I)
- Голуб цяткований, Columba guinea

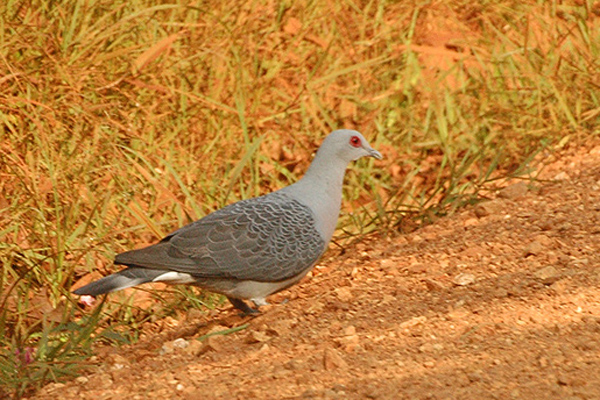
Голуб конголезький (Columba unicincta)

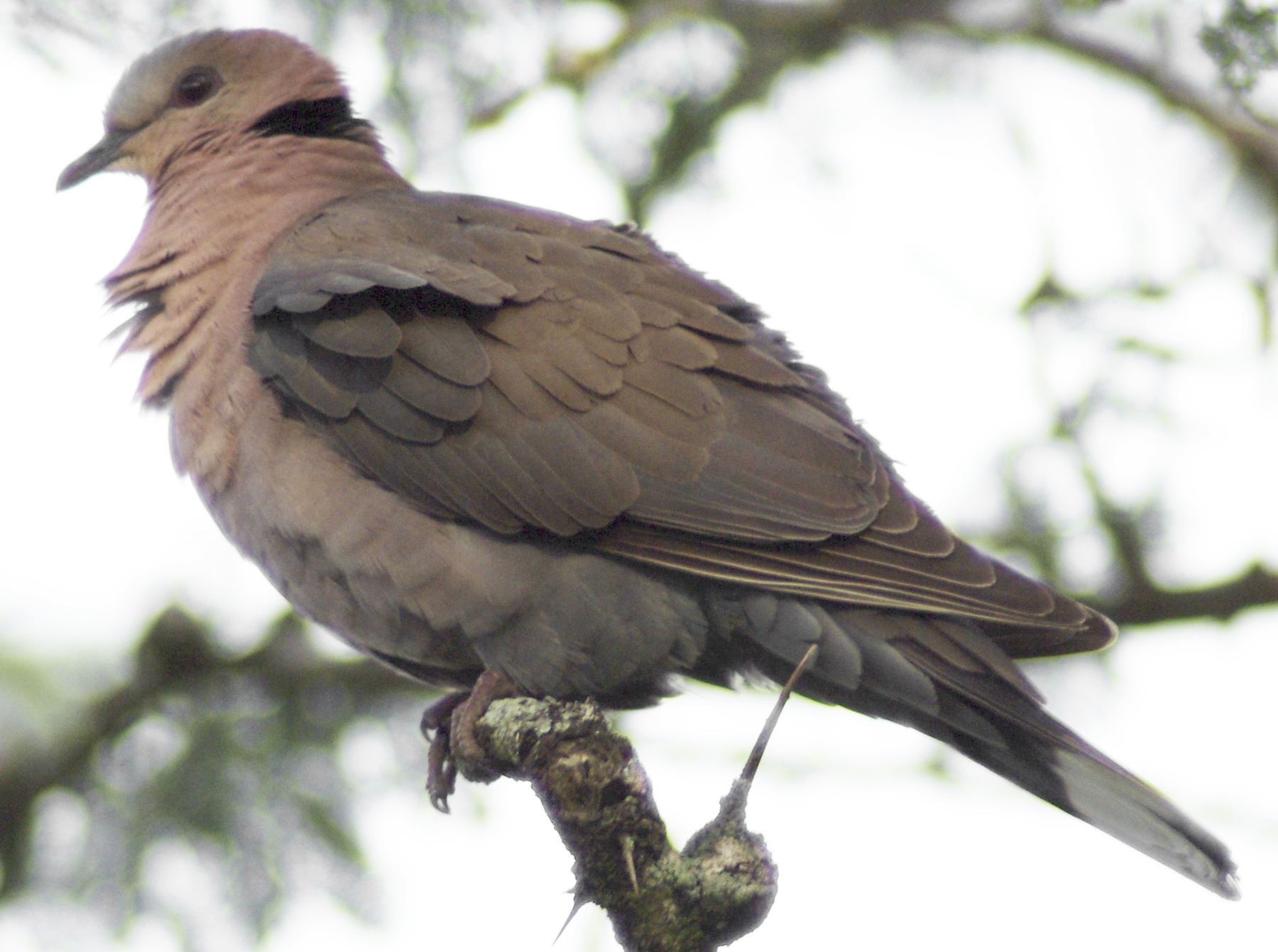
Горлиця червоноока (Streptopelia semitorquata)

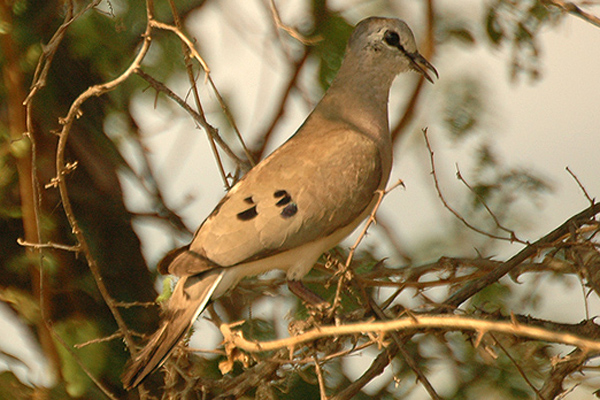
Горлиця абісинська (Turtur abyssinicus)

- Голуб конголезький, Columba unicincta
- Columba arquatrix
- Columba delegorguei
- Columba iriditorques
- Голуб білощокий, Columba larvata
- Columba albinucha
- Горлиця звичайна, Streptopelia turtur
- Streptopelia lugens
- Streptopelia decipiens
- Streptopelia semitorquata
- Streptopelia capicola
- Streptopelia vinacea
- Горлиця мала, Streptopelia senegalensis
- Горлиця сомалійська, Turtur chalcospilos
- Горлиця абісинська, Turtur abyssinicus
- Горлиця рожевочерева, Turtur afer
- Горлиця білолоба, Turtur tympanistria
- Горлиця капська, Oena capensis
- Вінаго жовточеревий, Treron waalia
- Вінаго африканський, Treron calvus

## Рябкоподібні(Pterocliformes)
Родина: Рябкові (Pteroclidae)
- Рябок абісинський, Pterocles lichtensteinii (A)
- Рябок суданський, Pterocles quadricinctus

## Дрохвоподібні(Otidiformes)
Родина: Дрохвові (Otididae)
- Дрохва африканська, Ardeotis kori
- Дрохва кафрська, Neotis denhami

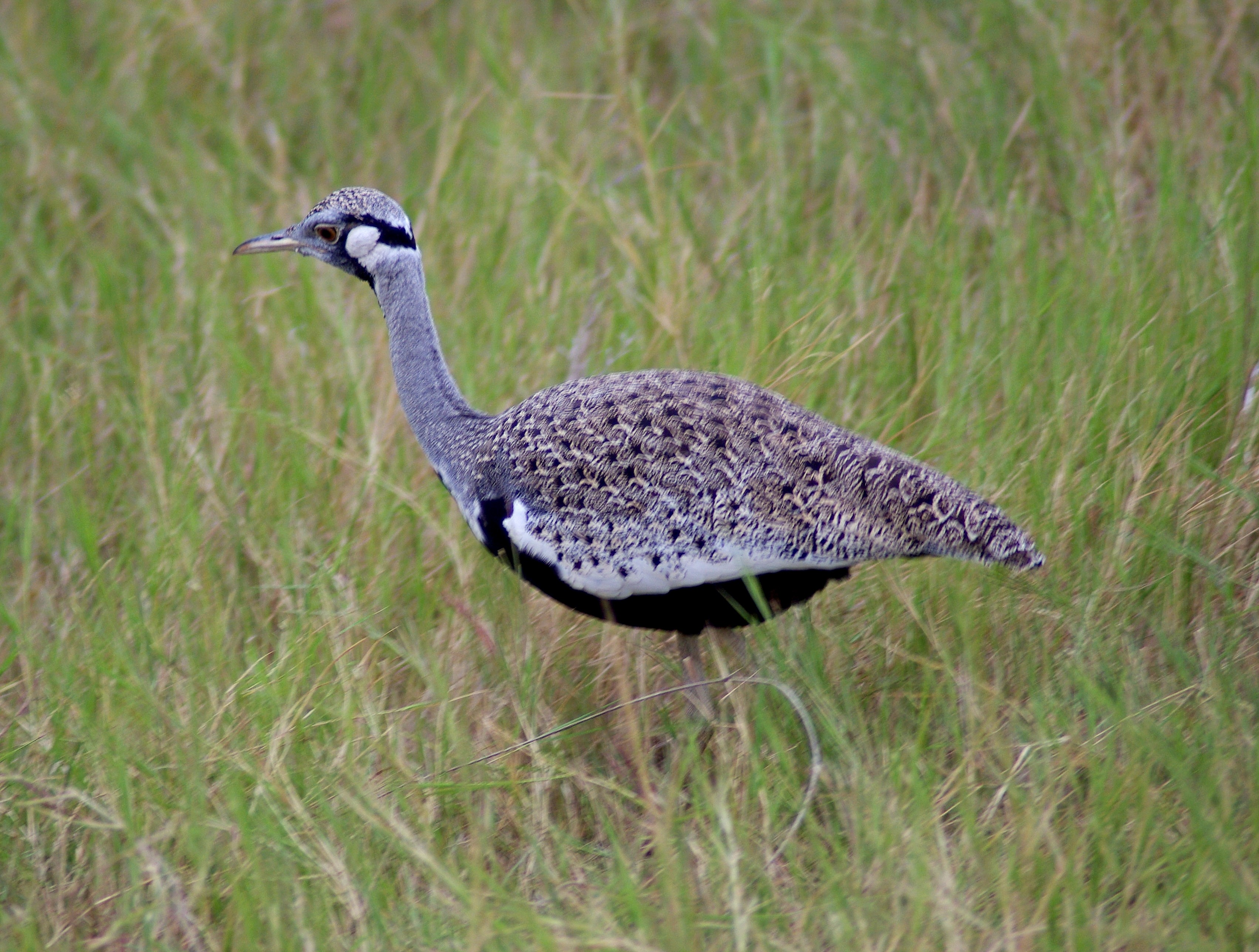
Дрохва суданська (Lissotis hartlaubii)

- Корхаан білочеревий, Eupodotis senegalensis
- Дрохва сомалійська, Lophotis gindiana
- Дрохва чорночерева, Lissotis melanogaster
- Дрохва суданська, Lissotis hartlaubii

## Туракоподібні(Musophagiformes)
Родина: Туракові (Musophagidae)

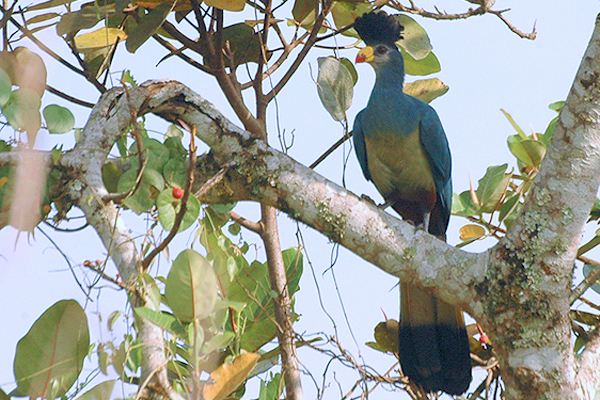
Турако блакитний (Corythaeola cristata)

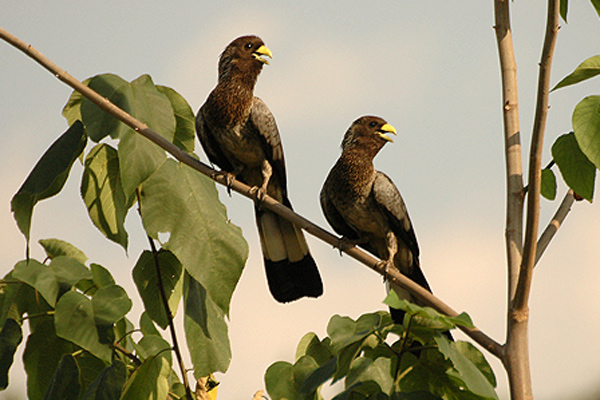
Галасник руандійський (Crinifer zonurus)

- Турако блакитний, Corythaeola cristata
- Турако чорнодзьобий, Tauraco schuettii
- Турако білочубий, Tauraco leucolophus
- Турако танзанійський, Tauraco hartlaubi
- Турако фіолетовочубий, Tauraco porphyreolophus
- Турако гребінчастий, Ruwenzorornis johnstoni
- Турако червоночубий, Musophaga rossae
- Галасник гологорлий, Corythaixoides personatus
- Галасник білочеревий, Corythaixoides leucogaster
- Галасник руандійський, Crinifer zonurus

## Зозулеподібні(Cuculiformes)
Родина: Зозулеві (Cuculidae)

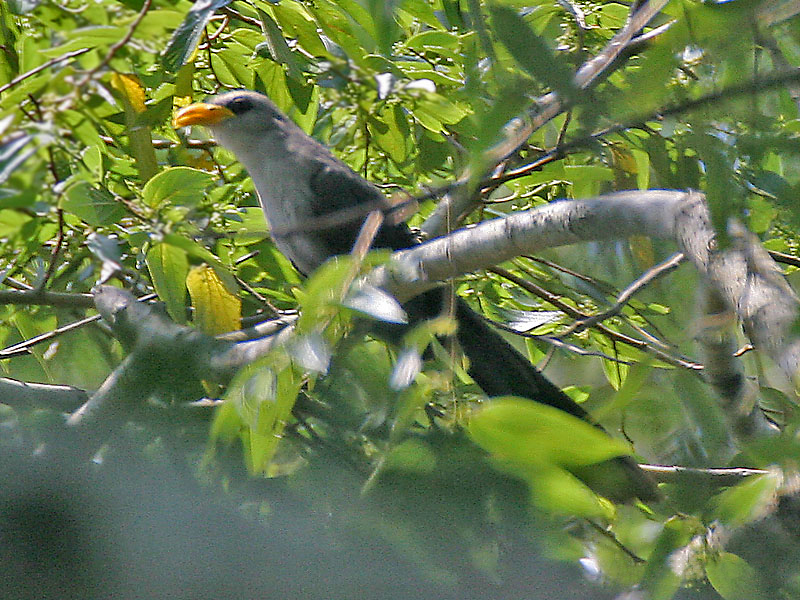
Малкога жовтодзьоба (Ceuthmochares aereus)

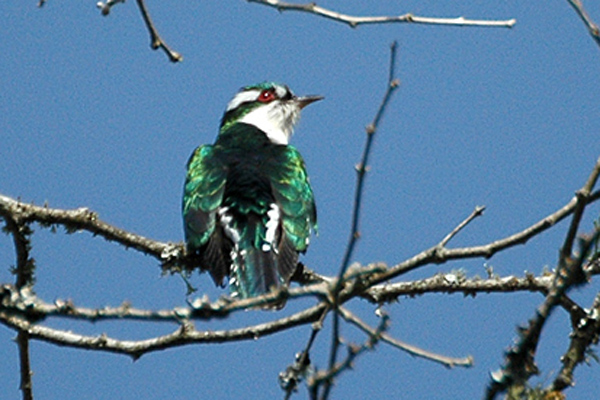
Дідрик білощокий (Chrysococcyx caprius)

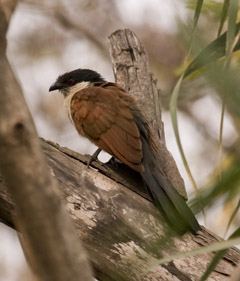
Коукал сенегальський (Centropus senegalensis)

- Коукал білочеревий, Centropus leucogaster
- Коукал сенегальський, Centropus senegalensis
- Коукал ефіопський, Centropus monachus
- Коукал білобровий, Centropus superciliosus
- Коукал африканський, Centropus grillii
- Малкога жовтодзьоба, Ceuthmochares aereus
- Зозуля чубата, Clamator glandarius
- Зозуля африканська, Clamator levaillantii
- Зозуля строката, Clamator jacobinus
- Зозуля товстодзьоба, Pachycoccyx audeberti (A)
- Дідрик білощокий, Chrysococcyx caprius
- Дідрик білочеревий, Chrysococcyx klaas
- Дідрик жовтогорлий, Chrysococcyx flavigularis
- Дідрик жовтогрудий, Chrysococcyx cupreus
- Зозуля-довгохвіст темна, Cercococcyx mechowi
- Зозуля-довгохвіст оливкова, Cercococcyx olivinus
- Зозуля-довгохвіст гірська, Cercococcyx montanus
- Зозуля чорна, Cuculus clamosus
- Зозуля червоновола, Cuculus solitarius
- Зозуля мала, Cuculus poliocephalus
- Зозуля саванова, Cuculus gularis
- Зозуля мадагаскарська, Cuculus rochii (A)
- Зозуля звичайна, Cuculus canorus

## Дрімлюгоподібні(Caprimulgiformes)
Родина: Дрімлюгові (Caprimulgidae)
- Дрімлюга-прапорокрил ангольський, Caprimulgus vexillarius
- Дрімлюга-прапорокрил камерунський, Caprimulgus longipennis
- Дрімлюга звичайний, Caprimulgus europaeus
- Дрімлюга танзанійський, Caprimulgus fraenatus (A)
- Дрімлюга нубійський, Caprimulgus nubicus
- Дрімлюга рудогорлий, Caprimulgus nigriscapularis
- Дрімлюга міомбовий, Caprimulgus pectoralis
- Дрімлюга гірський, Caprimulgus poliocephalus
- Дрімлюга болотяний, Caprimulgus natalensis
- Дрімлюга блідий, Caprimulgus inornatus
- Дрімлюга джибутійський, Caprimulgus stellatus
- Дрімлюга плямистий, Caprimulgus tristigma
- Дрімлюга джунглевий, Caprimulgus batesi
- Дрімлюга польовий, Caprimulgus climacurus
- Дрімлюга ефіопський, Caprimulgus clarus
- Дрімлюга габонський, Caprimulgus fossii

## Серпокрильцеподібні(Apodiformes)
Родина: Серпокрильцеві (Apodidae)

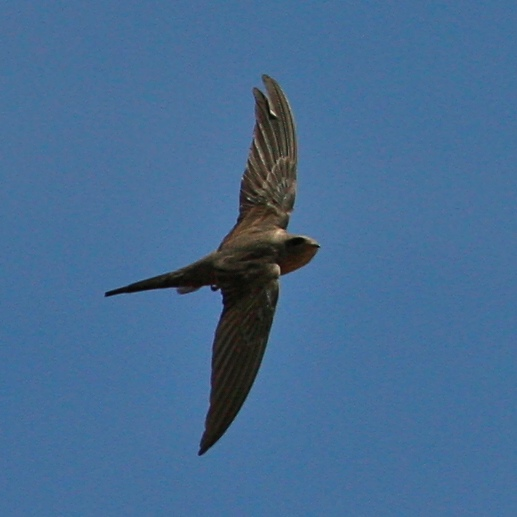
Серпокрилець пальмовий (Cypsiurus parvus)

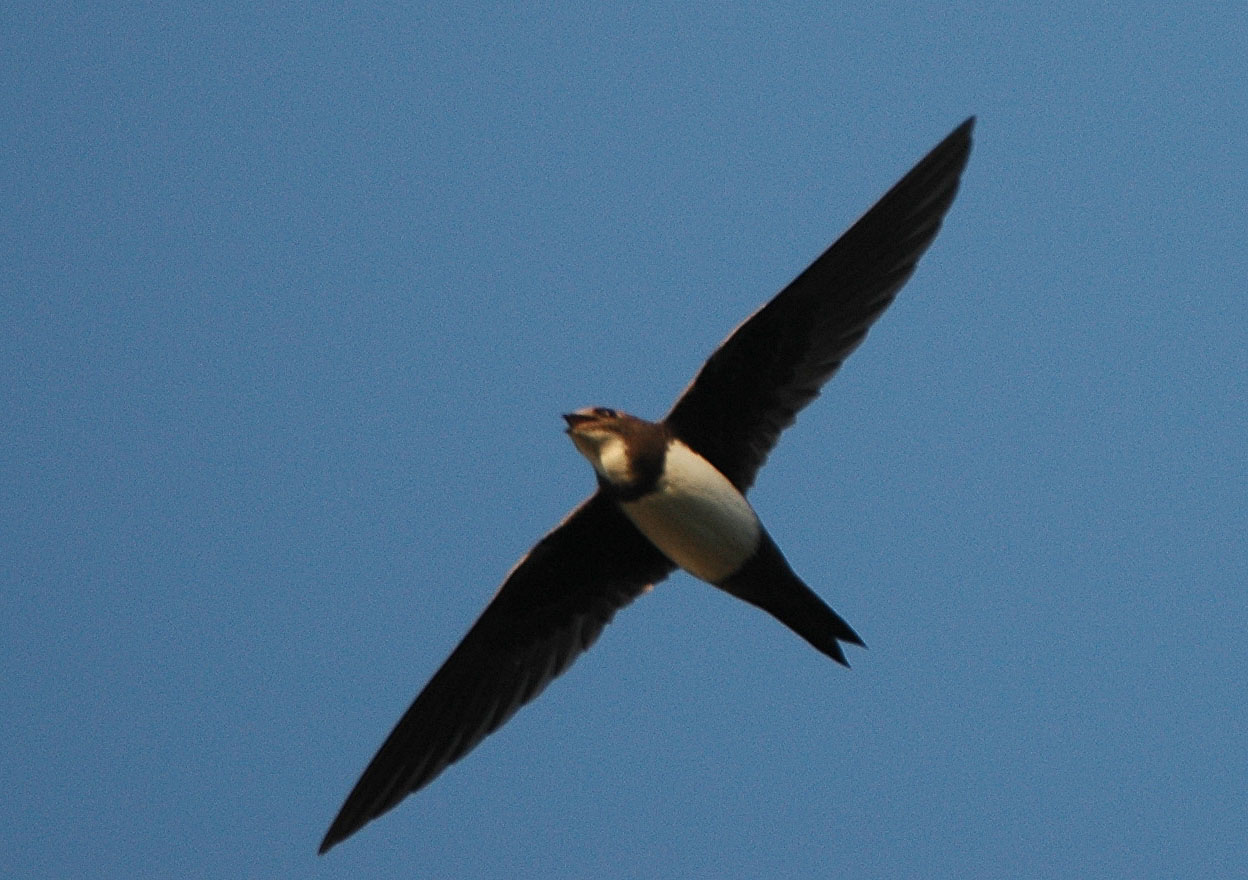
Серпокрилець білочеревий (Apus melba)

- Голкохвіст плямистоволий, Telacanthura ussheri
- Голкохвіст білочеревий, Rhaphidura sabini
- Голкохвіст нігерійський, Neafrapus cassini
- Серпокрилець зімбабвійський, Schoutedenapus myoptilus
- Серпокрилець білочеревий, Apus melba
- Серпокрилець еритрейський, Apus aequatorialis
- Серпокрилець чорний, Apus apus
- Серпокрилець бурий, Apus niansae
- Серпокрилець блідий, Apus pallidus (A)
- Серпокрилець капський, Apus barbatus
- Серпокрилець малий, Apus affinis
- Серпокрилець ефіопський, Apus horus
- Серпокрилець білогузий, Apus caffer
- Серпокрилець пальмовий, Cypsiurus parvus

## Журавлеподібні(Gruiformes)
Родина: Sarothruridae
- Погонич білоплямистий, Sarothrura pulchra
- Погонич жовтоплямистий, Sarothrura elegans
- Погонич рудоволий, Sarothrura rufa

Родина: Пастушкові (Rallidae)

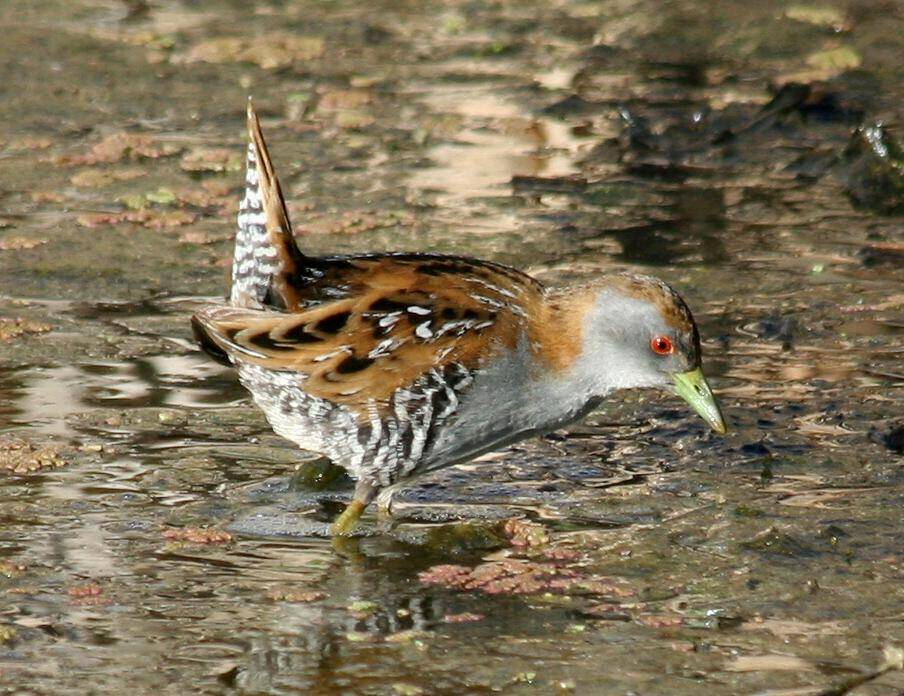
Погонич-крихітка (Zapornia pusilla)

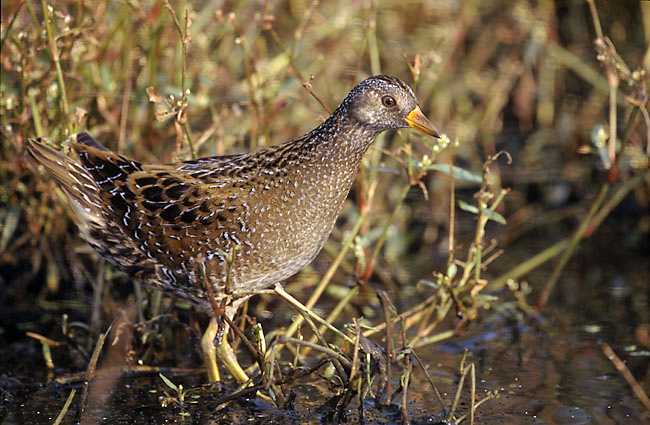
Погонич звичайний (Porzana porzana)

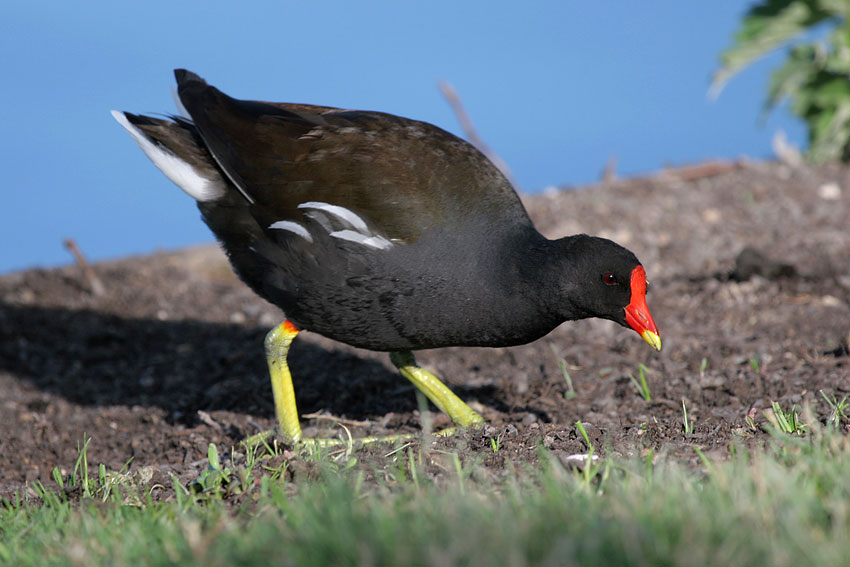
Курочка водяна (Gallinula chloropus)

- Пастушок африканський, Rallus caerulescens
- Деркач лучний, Crex crex
- Деркач африканський, Crex egregia
- Пастушок-сіродзьоб, Canirallus oculeus
- Погонич звичайний, Porzana porzana (A)
- Курочка мала, Paragallinula angulata
- Курочка водяна, Gallinula chloropus
- Лиска африканська, Fulica cristata
- Султанка африканська, Porphyrio alleni
- Султанка зеленоспинна, Porphyrio madagascariensis
- Пастушок червононогий, Himantornis haematopus
- Погонич буроголовий, Aenigmatolimnas marginalis (A)
- Багновик африканський, Zapornia flavirostra
- Погонич малий, Zapornia parva (A)
- Погонич-крихітка, Zapornia pusilla (A)

Родина: Лапчастоногові (Heliornithidae)

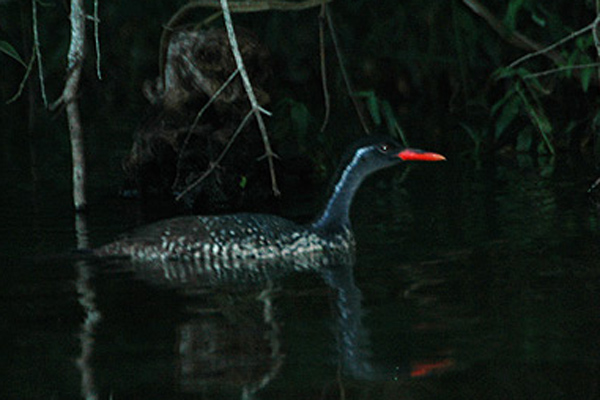
Лапчастоніг африканський (Podica senegalensis)

- Лапчастоніг африканський, Podica senegalensis

Родина: Журавлеві (Gruidae)
- Журавель-вінценос південний, Balearica regulorum
- Журавель-вінценос північний, Balearica pavonina (A)

## Сивкоподібні(Charadriiformes)
Родина: Лежневі (Burhinidae)
- Лежень заїрський, Burhinus vermiculatus
- Лежень степовий, Burhinus oedicnemus (A)
- Лежень річковий, Burhinus senegalensis
- Лежень плямистий, Burhinus capensis

Родина: Pluvianidae
- Бігунець єгипетський, Pluvianus aegyptius (A)

Родина: Чоботарові (Recurvirostridae)
- Кулик-довгоніг чорнокрилий, Himantopus himantopus
- Чоботар синьоногий, Recurvirostra avosetta

Родина: Куликосорокові (Haematopodidae)
- Кулик-сорока євразійський, Haematopus ostralegus

Родина: Сивкові (Charadriidae)
- Сивка морська, Pluvialis squatarola
- Сивка бурокрила, Pluvialis fulva (A)
- Чайка білоголова, Vanellus crassirostris
- Чайка шпорова, Vanellus spinosus
- Чайка чорночуба, Vanellus tectus
- Чайка вусата, Vanellus albiceps (A)
- Чайка мала, Vanellus lugubris
- Чайка чорнолоба, Vanellus coronatus
- Чайка сенегальська, Vanellus senegallus
- Чайка рудогруда, Vanellus superciliosus
- Пісочник монгольський, Charadrius mongolus (A)
- Пісочник товстодзьобий, Charadrius leschenaultii (A)
- Пісочник каспійський, Charadrius asiaticus
- Пісочник-пастух, Charadrius pecuarius
- Пісочник морський, Charadrius alexandrinus (A)
- Пісочник великий, Charadrius hiaticula
- Пісочник малий, Charadrius dubius
- Пісочник білобровий, Charadrius tricollaris
- Пісочник буроголовий, Charadrius forbesi (A)
- Пісочник білолобий, Charadrius marginatus

Родина: Мальованцеві (Rostratulidae)

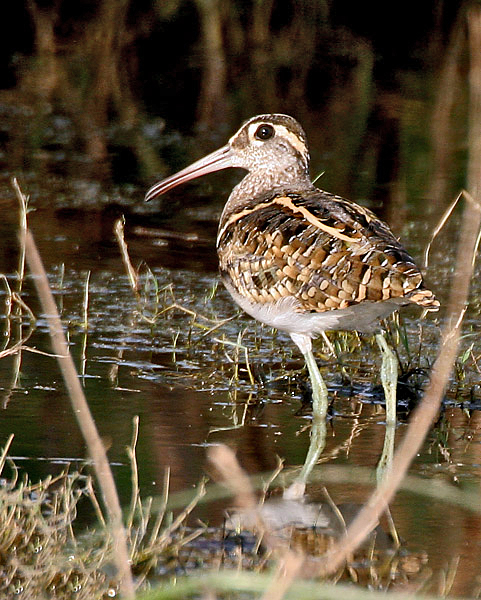
Мальованець афро-азійський (Rostratula benghalensis)

- Мальованець афро-азійський, Rostratula benghalensis

Родина: Яканові (Jacanidae)
- Якана мала, Microparra capensis
- Якана африканська, Actophilornis africanus

Родина: Баранцеві (Scolopacidae)
- Кульон середній, Numenius phaeopus
- Кульон великий, Numenius arquata
- Грицик малий, Limosa lapponica (A)
- Грицик великий, Limosa limosa
- Крем'яшник звичайний, Arenaria interpres
- Брижач, Calidris pugnax
- Побережник болотяний, Calidris falcinellus (A)
- Побережник червоногрудий, Calidris ferruginea
- Побережник білохвостий, Calidris temminckii
- Побережник білий, Calidris alba
- Побережник чорногрудий, Calidris alpina (A)
- Побережник малий, Calidris minuta
- Побережник арктичний, Calidris melanotos (A)
- Баранець малий, Lymnocryptes minimus
- Баранець великий, Gallinago media
- Баранець звичайний, Gallinago gallinago
- Баранець африканський, Gallinago nigripennis
- Мородунка, Xenus cinereus
- Плавунець круглодзьобий, Phalaropus lobatus (A)
- Набережник палеарктичний, Actitis hypoleucos
- Коловодник лісовий, Tringa ochropus
- Коловодник чорний, Tringa erythropus
- Коловодник великий, Tringa nebularia
- Коловодник ставковий, Tringa stagnatilis
- Коловодник болотяний, Tringa glareola
- Коловодник звичайний, Tringa totanus

Родина: Триперсткові (Turnicidae)
- Триперстка африканська, Turnix sylvaticus
- Триперстка чорногуза, Turnix nanus
- Триперстка-крихітка, Ortyxelos meiffrenii (A)

Родина: Дерихвостові (Glareolidae)
- Бігунець малий, Cursorius temminckii
- Бігунець плямистоволий, Rhinoptilus cinctus
- Бігунець червононогий, Rhinoptilus chalcopterus
- Дерихвіст лучний, Glareola pratincola
- Дерихвіст степовий, Glareola nordmanni
- Дерихвіст мадагаскарський, Glareola ocularis (A)
- Дерихвіст скельний, Glareola nuchalis
- Дерихвіст попелястий, Glareola cinerea (A)

Родина: Мартинові (Laridae)

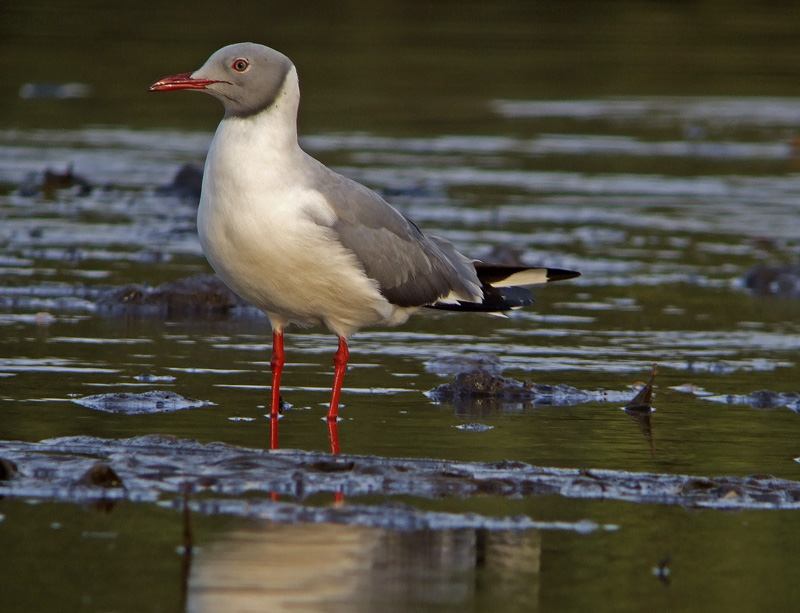
Мартин сіроголовий (Chroicocephalus cirrocephalus)

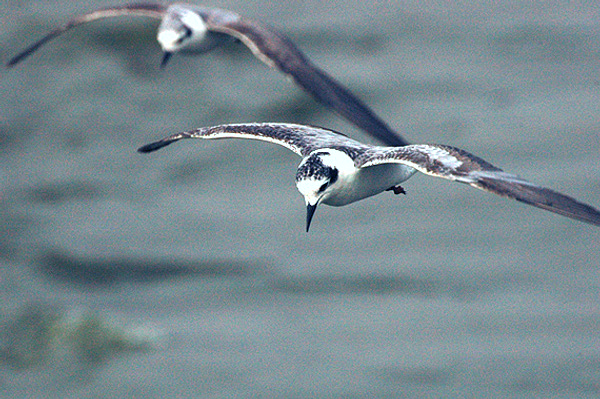
Крячок білокрилий (Chlidonias leucopterus)

- Мартин тонкодзьобий, Chroicocephalus genei
- Мартин сіроголовий, Chroicocephalus cirrocephalus
- Мартин звичайний, Chroicocephalus ridibundus
- Мартин каспійський, Ichthyaetus ichthyaetus (A)
- Мартин жовтоногий, Larus cachinnans (A)
- Мартин чорнокрилий, Larus fuscus
- Крячок чорнодзьобий, Gelochelidon nilotica
- Крячок каспійський, Hydroprogne caspia (A)
- Крячок чорний, Chlidonias niger
- Крячок білокрилий, Chlidonias leucopterus
- Крячок білощокий, Chlidonias hybrida
- Крячок річковий, Sterna hirundo (A)
- Крячок бенгальський, Thalasseus bengalensis (A)
- Водоріз африканський, Rynchops flavirostris

## Буревісникоподібні(Procellariiformes)
Родина: Буревісникові (Procellariidae)
- Буревісник гігантський, Macronectes giganteus (A)

## Лелекоподібні(Ciconiiformes)
Родина: Лелекові (Ciconiidae)

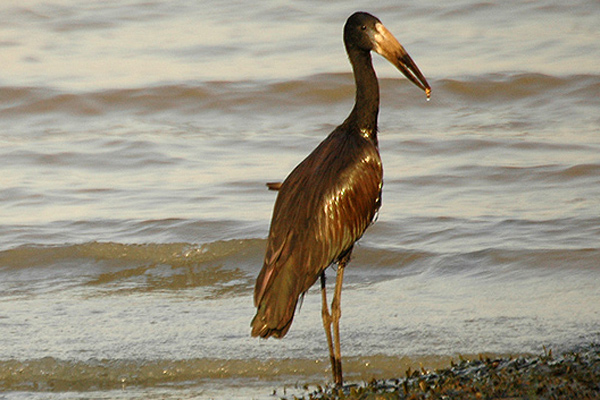
Лелека-молюскоїд африканський (Anastomus lamelligerus)

- Лелека-молюскоїд африканський, Anastomus lamelligerus
- Лелека чорний, Ciconia nigra
- Лелека африканський, Ciconia abdimii
- Лелека тропічний, Ciconia microscelis
- Лелека білий, Ciconia ciconia
- Ябіру сенегальський, Ephippiorhynchus senegalensis
- Марабу африканський, Leptoptilos crumenifer
- Лелека-тантал африканський, Mycteria ibis

## Сулоподібні(Suliformes)
Родина: Змієшийкові (Anhingidae)
- Змієшийка африканська, Anhinga rufa

Родина: Бакланові (Phalacrocoracidae)

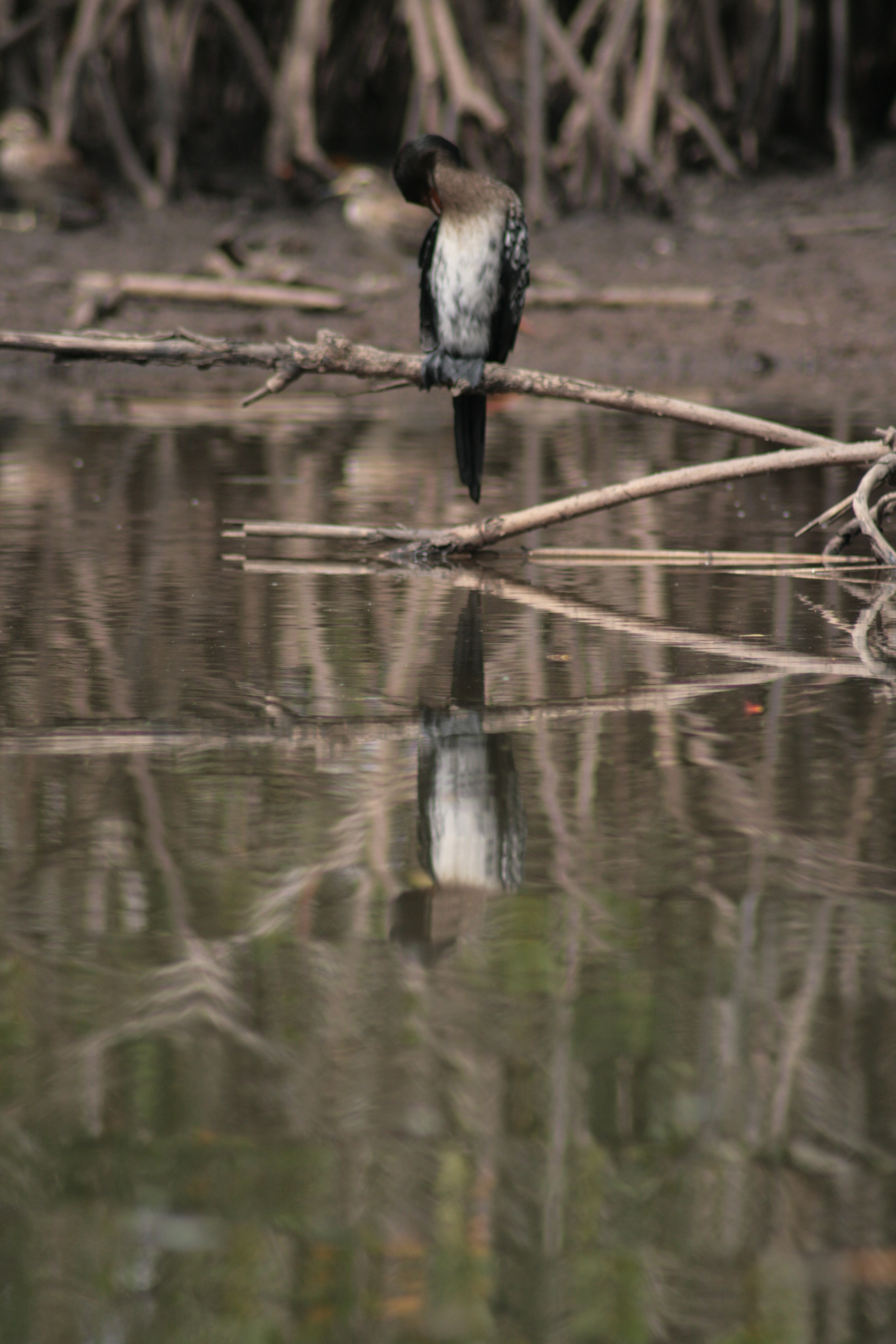
Баклан африканський (Microcarbo africanus)

- Баклан африканський, Microcarbo africanus
- Баклан великий, Phalacrocorax carbo

## Пеліканоподібні(Pelecaniformes)
Родина: Пеліканові (Pelecanidae)
- Пелікан рожевий, Pelecanus onocrotalus
- Пелікан африканський, Pelecanus rufescens

Родина: Китоголовові (Balaenicipididae)
- Китоголов, Balaeniceps rex

Родина: Молотоголовові (Scopidae)
- Молотоголов, Scopus umbretta

Родина: Чаплеві (Ardeidae)

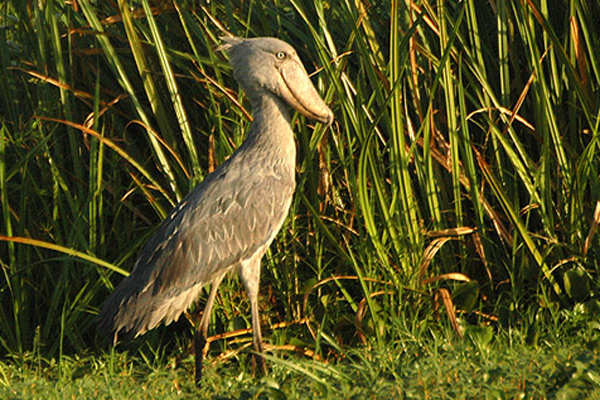
Китоголов (Balaeniceps rex)

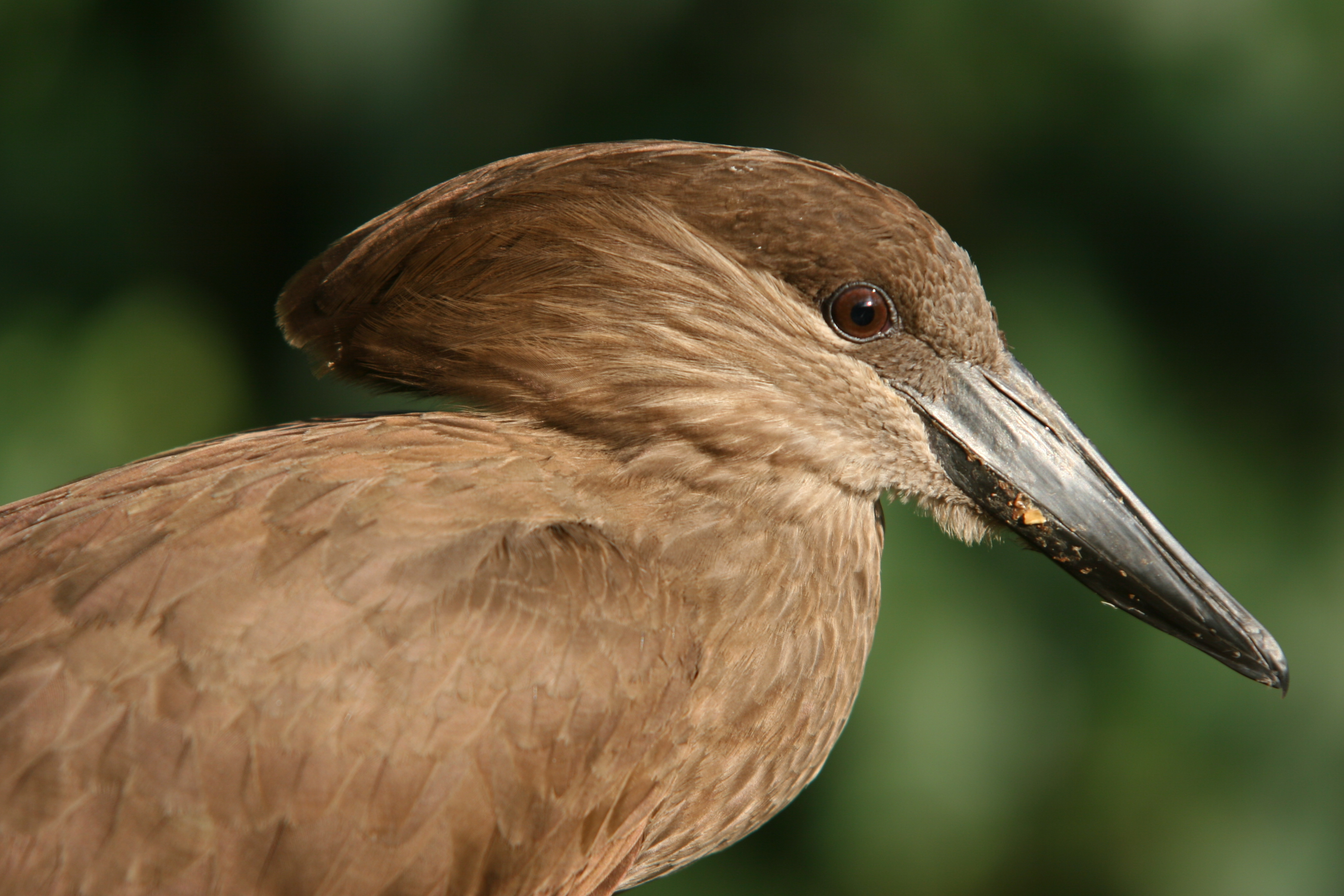
Молотоголов (Scopus umbretta)

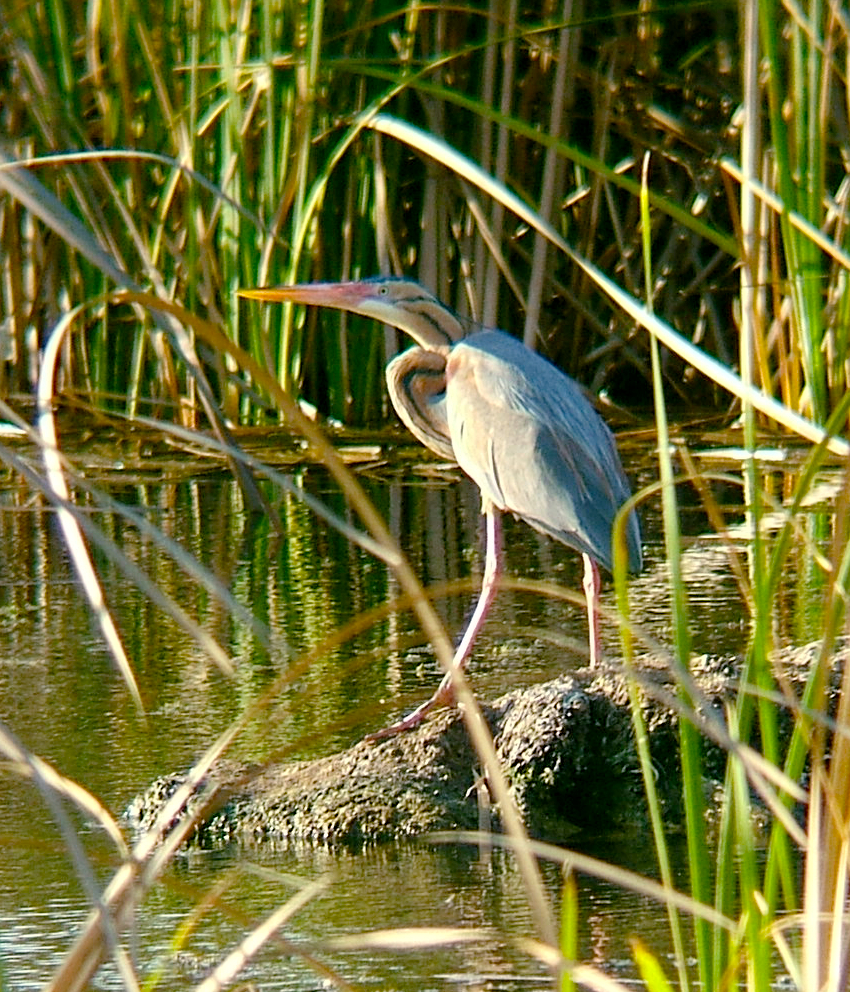
Чапля руда (Ardea purpurea)

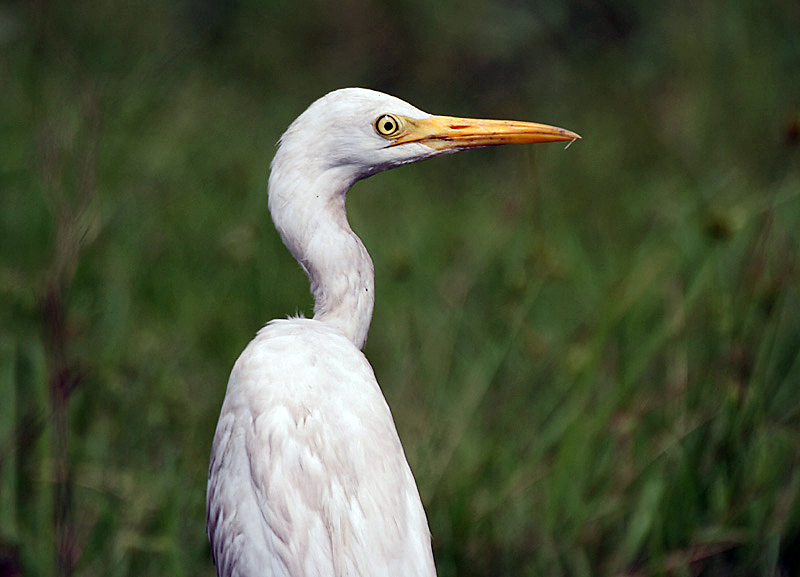
Чапля єгипетська (Bubulcus ibis)

- Бугай водяний, Botaurus stellaris (A)
- Бугайчик звичайний, Ixobrychus minutus
- Бугайчик африканський, Ixobrychus sturmii
- Бушля смугаста, Tigriornis leucolopha (A)
- Чапля сіра, Ardea cinerea
- Чапля чорноголова, Ardea melanocephala
- Чапля-велетень, Ardea goliath
- Чапля руда, Ardea purpurea
- Чепура велика, Ardea alba
- Чепура середня, Ardea intermedia
- Чепура мала, Egretta garzetta
- Чапля рифова, Egretta gularis (A)
- Чепура чорна, Egretta ardesiaca
- Чапля єгипетська, Bubulcus ibis
- Чапля жовта, Ardeola ralloides
- Чапля синьодзьоба, Ardeola idae (A)
- Чапля рудочерева, Ardeola rufiventris
- Чапля мангрова, Butorides striata
- Квак звичайний, Nycticorax nycticorax
- Квак білобокий, Gorsachius leuconotus

Родина: Ібісові (Threskiornithidae)

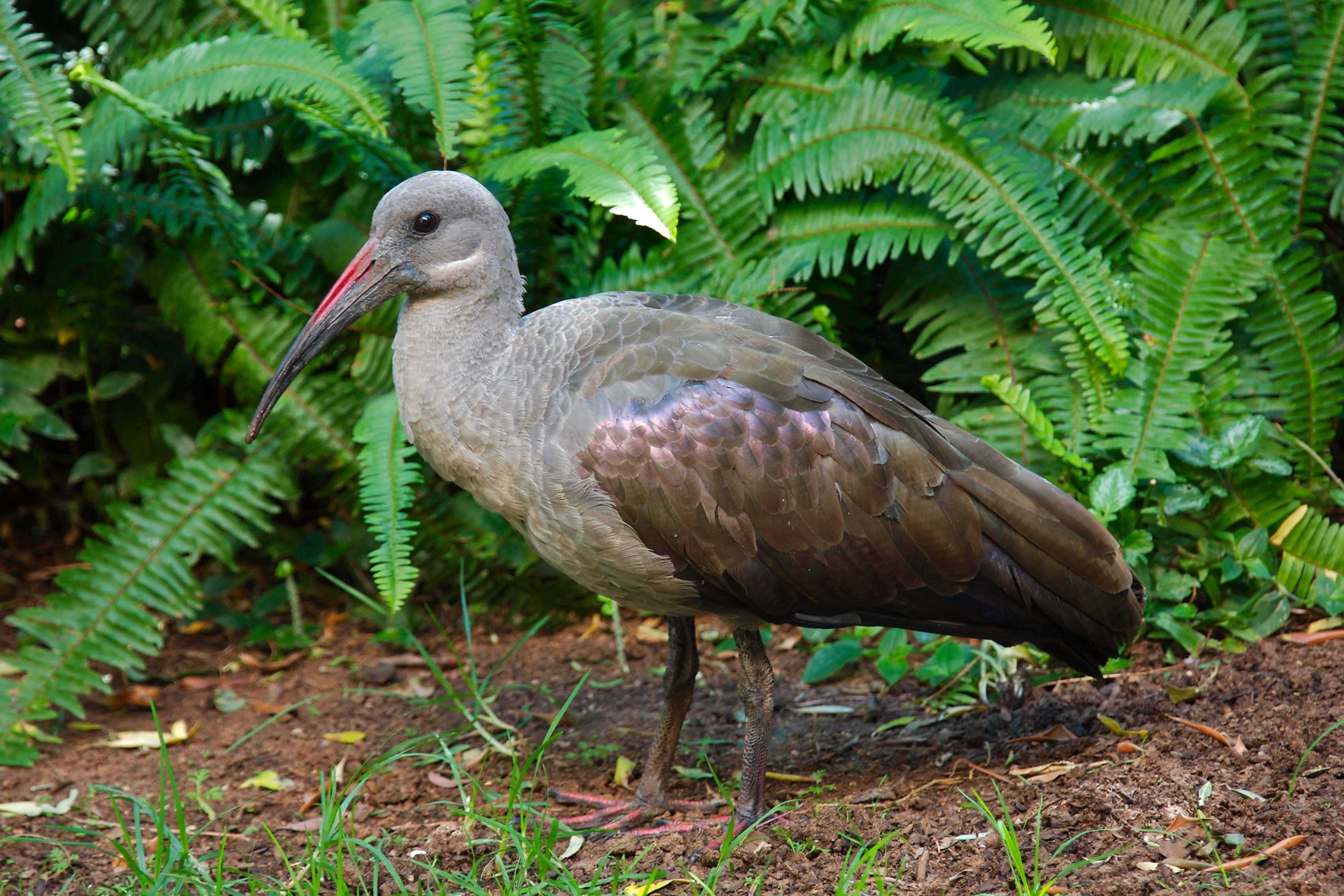
Гагедаш (Bostrychia hagedash)

- Коровайка бура, Plegadis falcinellus
- Ібіс священний, Threskiornis aethiopicus
- Ібіс зелений, Bostrychia olivacea
- Ібіс строкатошиїй, Bostrychia rara
- Гагедаш, Bostrychia hagedash
- Косар білий, Platalea leucorodia
- Косар африканський, Platalea alba

## Яструбоподібні(Accipitriformes)
Родина: Секретарові (Sagittariidae)
- Птах-секретар, Sagittarius serpentarius

Родина: Скопові (Pandionidae)
- Скопа, Pandion haliaetus

Родина: Яструбові (Accipitridae)

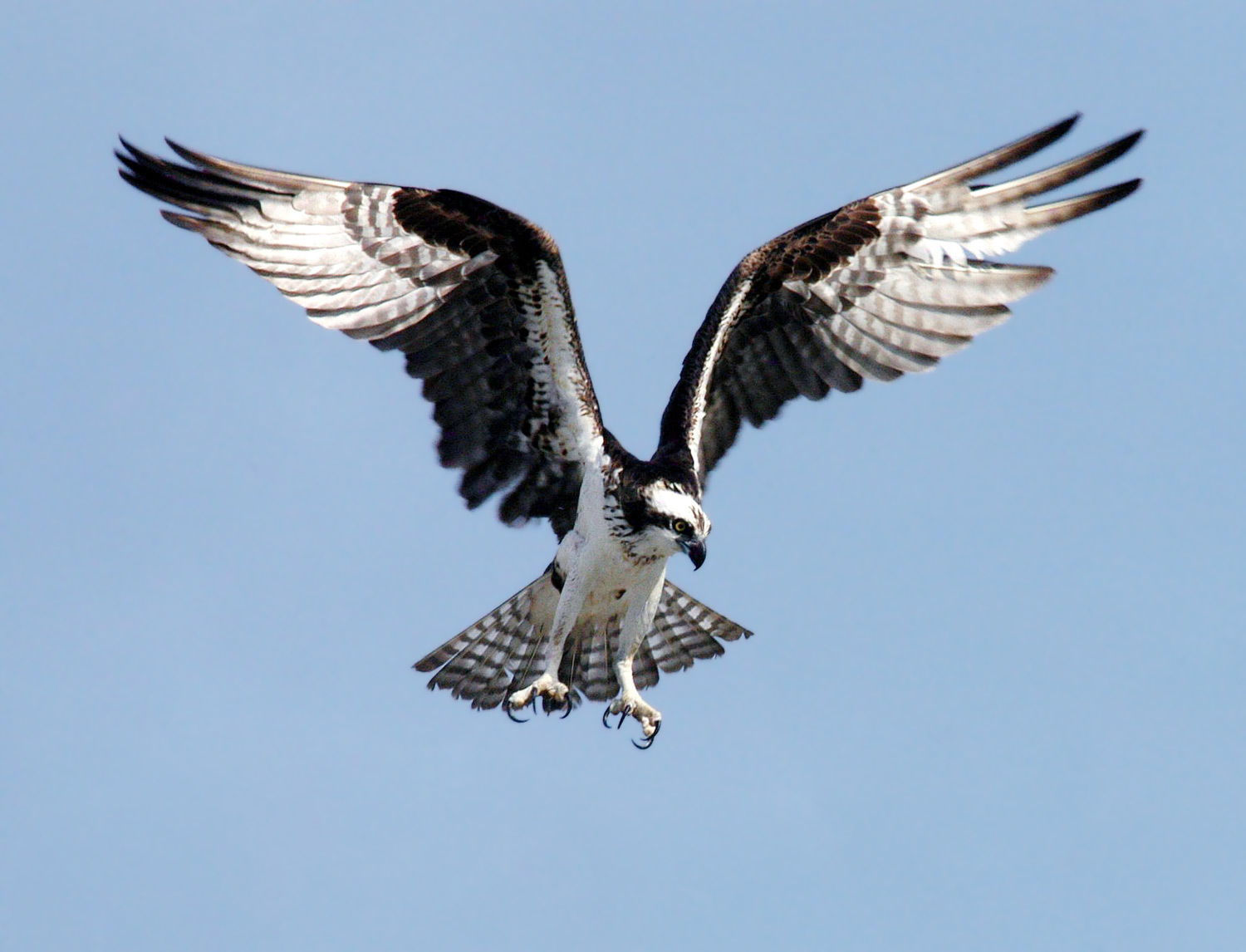
Скопа (Pandion haliaetus)

- Шуліка чорноплечий, Elanus caeruleus
- Шуліка вилохвостий, Chelictinia riocourii
- Polyboroides typus
- Гриф пальмовий, Gypohierax angolensis
- Ягнятник, Gypaetus barbatus
- Стерв'ятник, Neophron percnopterus
- Осоїд євразійський, Pernis apivorus
- Шуляк африканський, Aviceda cuculoides
- Гриф білоголовий, Trigonoceps occipitalis
- Гриф африканський, Torgos tracheliotos
- Стерв'ятник бурий, Necrosyrtes monachus
- Gyps africanus
- Сип плямистий, Gyps rueppelli
- Terathopius ecaudatus
- Dryotriorchis spectabilis
- Змієїд блакитноногий, Circaetus gallicus (A)
- Circaetus beaudouini
- Circaetus pectoralis
- Circaetus cinereus
- Circaetus cinerascens
- Шуліка-широкорот, Macheiramphus alcinus
- Орел вінценосний, Stephanoaetus coronatus
- Орел-боєць, Polemaetus bellicosus
- Орел довгочубий, Lophaetus occipitalis
- Підорлик малий, Clanga pomarina
- Підорлик великий, Clanga clanga
- Орел білоголовий, Hieraaetus wahlbergi
- Орел-карлик, Hieraaetus pennatus
- Hieraaetus ayresii
- Орел рудий, Aquila rapax
- Орел степовий, Aquila nipalensis
- Aquila africana
- Орел кафрський, Aquila verreauxii
- Aquila spilogaster
- Яструб-ящірколов, Kaupifalco monogrammicus
- Яструб-крикун темний, Melierax metabates
- Яструб-крикун сірий, Melierax poliopterus
- Габар, Micronisus gabar
- Канюк африканський, Butastur rufipennis
- Лунь очеретяний, Circus aeruginosus
- Circus ranivorus
- Лунь степовий, Circus macrourus
- Лунь лучний, Circus pygargus
- Яструб заїрський, Accipiter toussenelii
- Яструб ангольський, Accipiter tachiro
- Яструб каштановобокий, Accipiter castanilius
- Яструб туркестанський, Accipiter badius
- Яструб коротконогий, Accipiter brevipes (A)
- Яструб сенегальський, Accipiter erythropus
- Яструб савановий, Accipiter minullus
- Яструб намібійський, Accipiter ovampensis
- Яструб кенійський, Accipiter rufiventris
- Яструб чорний, Accipiter melanoleucus
- Яструб довгохвостий, Urotriorchis macrourus
- Шуліка чорний, Milvus migrans
- Орлан-крикун, Haliaeetus vocifer
- Канюк звичайний, Buteo buteo
- Buteo oreophilus
- Канюк степовий, Buteo rufinus
- Buteo auguralis
- Buteo augur

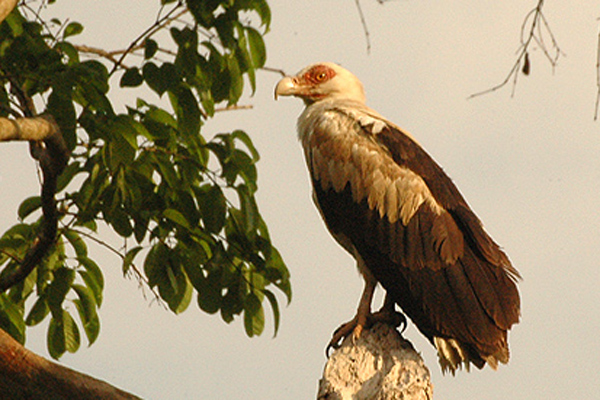
Гриф пальмовий (Gypohierax angolensis)
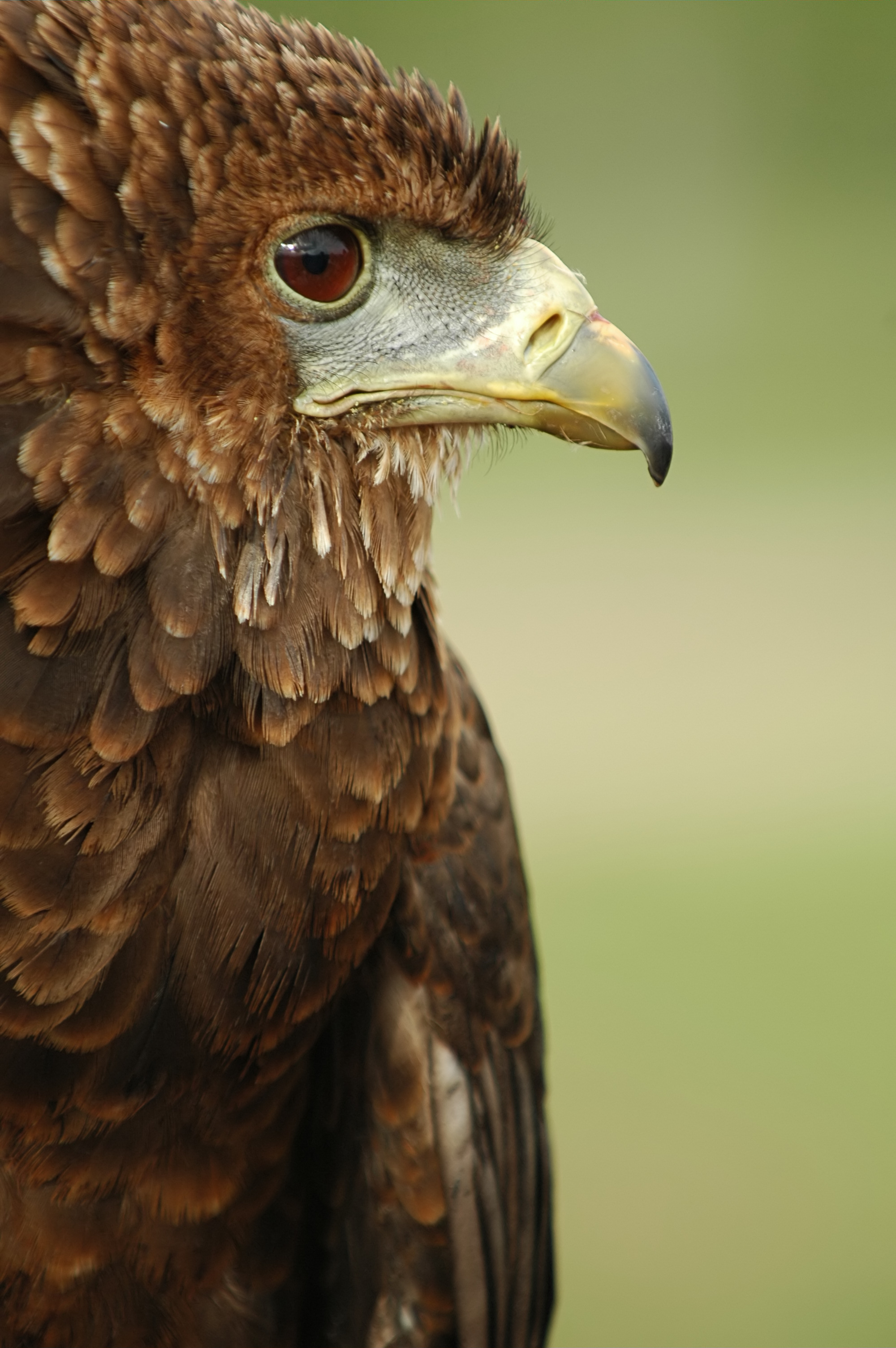
Орел-блазень (Terathopius ecaudatus)
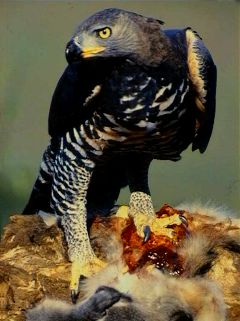
Орел вінценосний (Stephanoaetus coronatus)
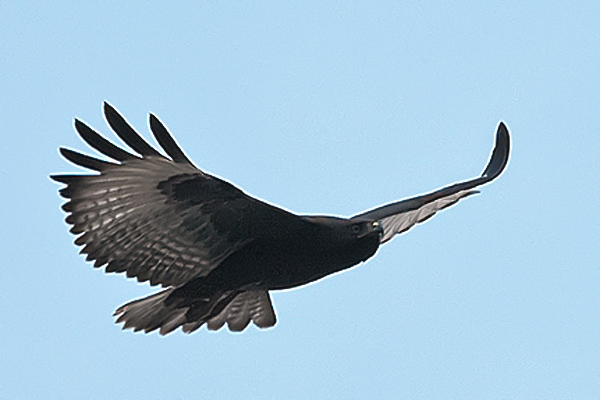
Канюк-авгур (Buteo augur)

## Совоподібні(Strigiformes)
Родина: Сипухові (Tytonidae)
- Сипуха африканська, Tyto capensis
- Сипуха крапчаста, Tyto alba

Родина: Совові (Strigidae)
- Сплюшка євразійська, Otus scops

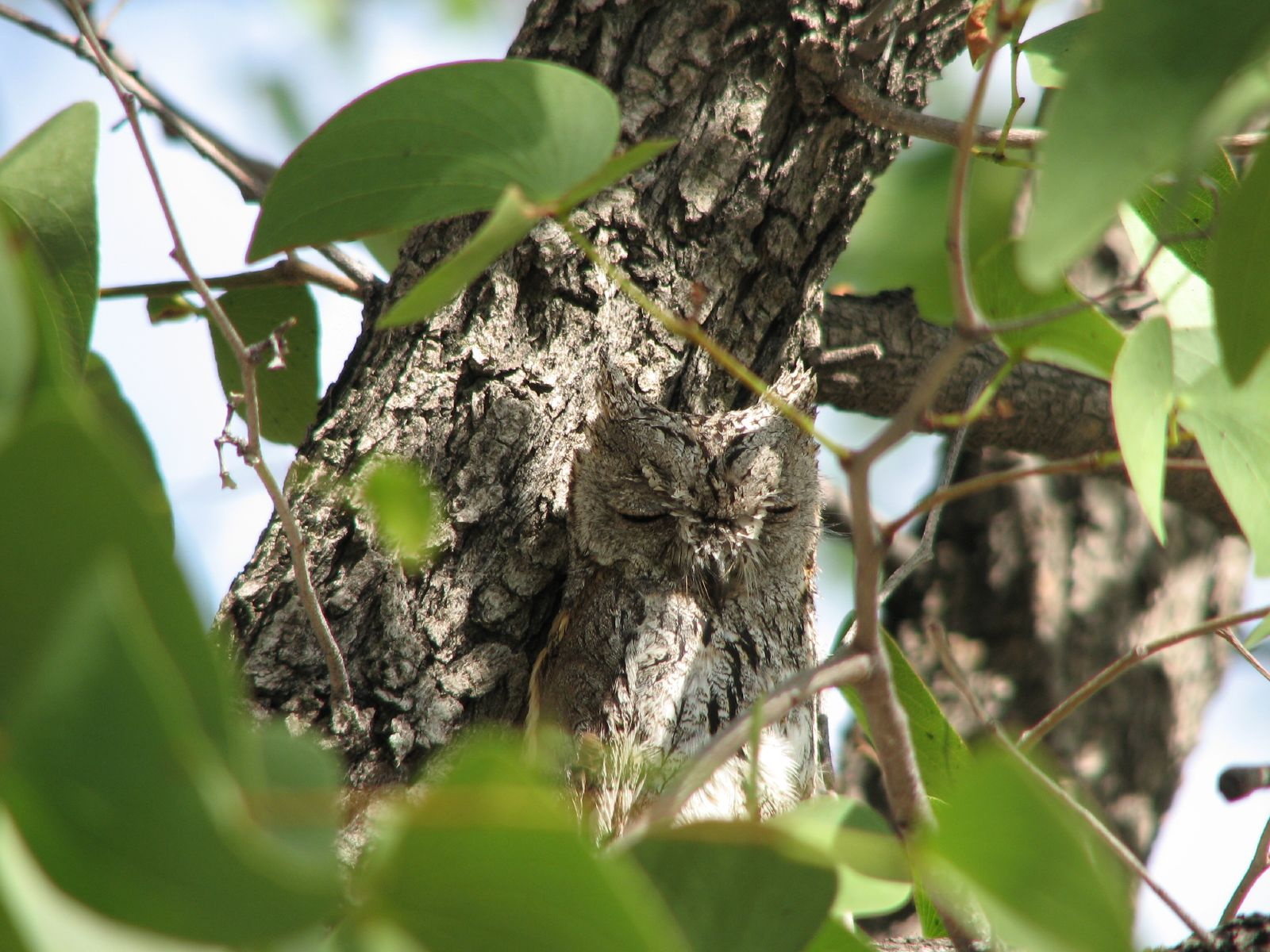
Сплюшка африканська (Otus senegalensis)

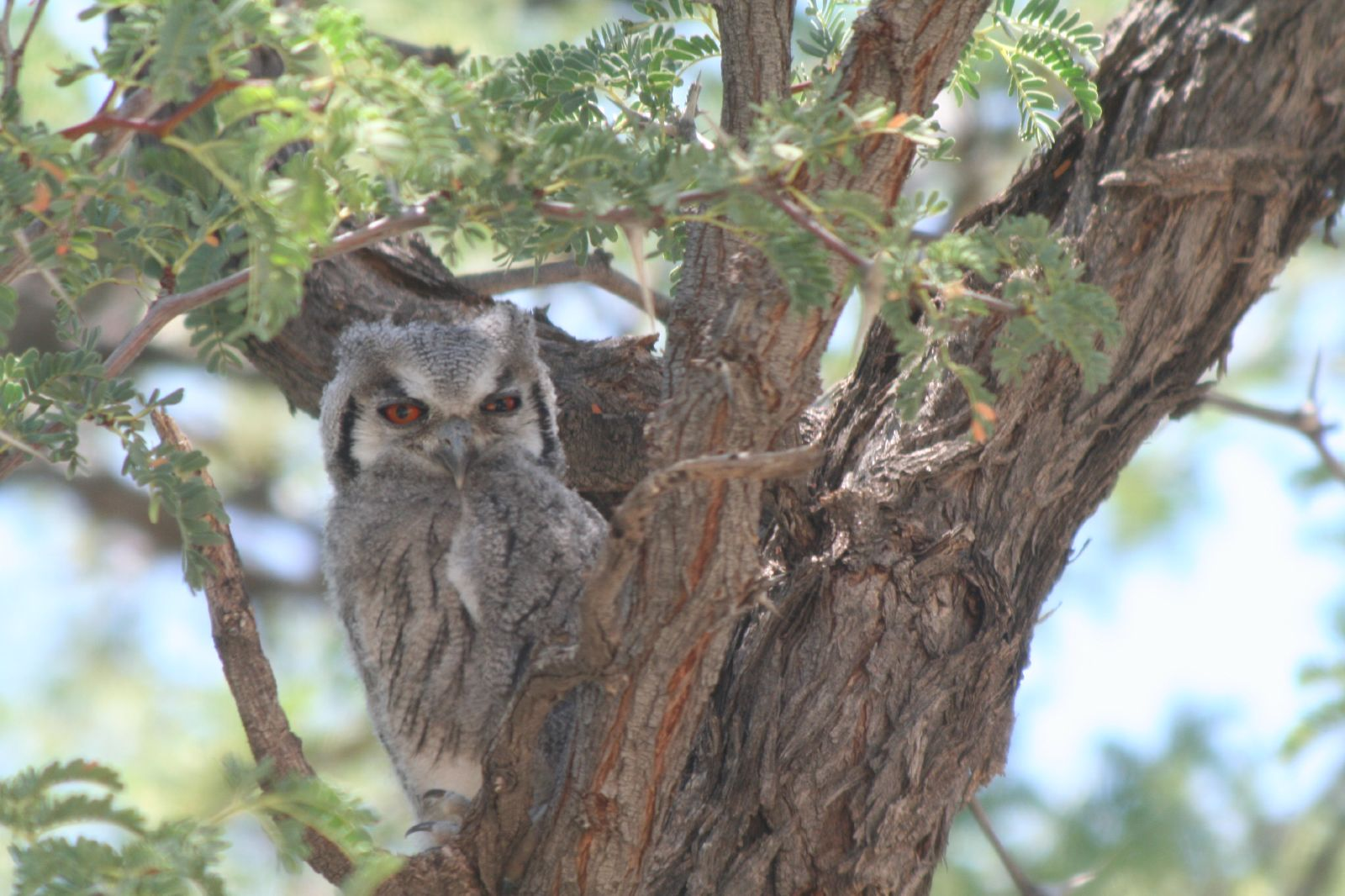
Сплюшка південна (Ptilopsis granti)

- Сплюшка африканська, Otus senegalensis
- Сплюшка сіра, Ptilopsis leucotis
- Сплюшка південна, Ptilopsis granti
- Пугач капський, Bubo capensis
- Пугач африканський, Bubo africanus
- Пугач сірий, Bubo cinerascens
- Пугач гвінейський, Bubo poensis
- Пугач камерунський, Bubo shelleyi
- Пугач блідий, Bubo lacteus
- Сова-рибоїд смугаста, Scotopelia peli
- Сичик-горобець савановий, Glaucidium perlatum
- Сичик-горобець рудобокий, Glaucidium tephronotum
- Сичик-горобець мозамбіцький, Glaucidium capense
- Сова-лісовик африканська, Strix woodfordii
- Сова болотяна, Asio flammeus
- Сова африканська, Asio capensis

## Чепігоподібні(Coliiformes)
Родина: Чепігові (Coliidae)
- Чепіга бурокрила, Colius striatus

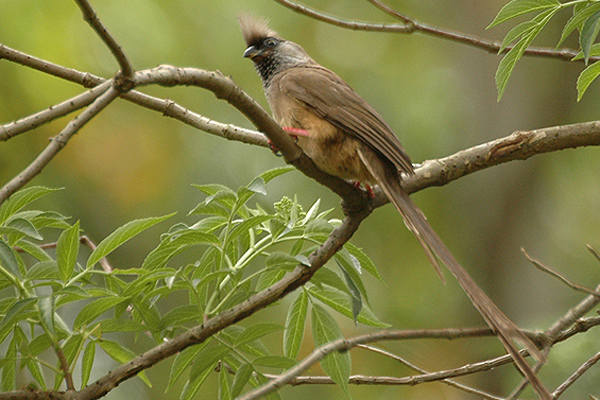
Чепіга бурокрила (Colius striatus)

- Паяро синьошиїй, Urocolius macrourus

## Трогоноподібні(Trogoniformes)
Родина: Трогонові (Trogonidae)
- Трогон зелений, Apaloderma narina

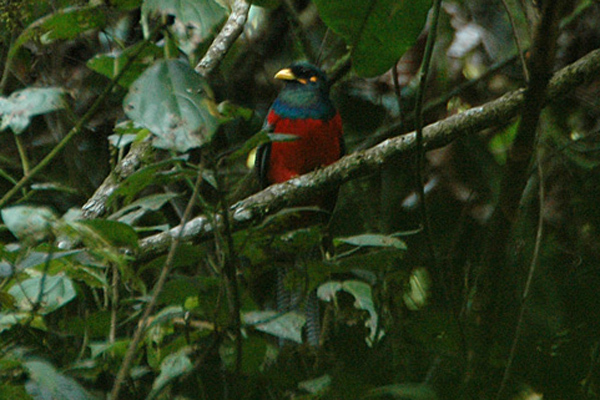
Трогон смугастохвостий (Apaloderma vittatum)

- Трогон смугастохвостий, Apaloderma vittatum

## Bucerotiformes
Родина: Одудові (Upupidae)
- Одуд, Upupa epops

Родина: Слотнякові (Phoeniculidae)

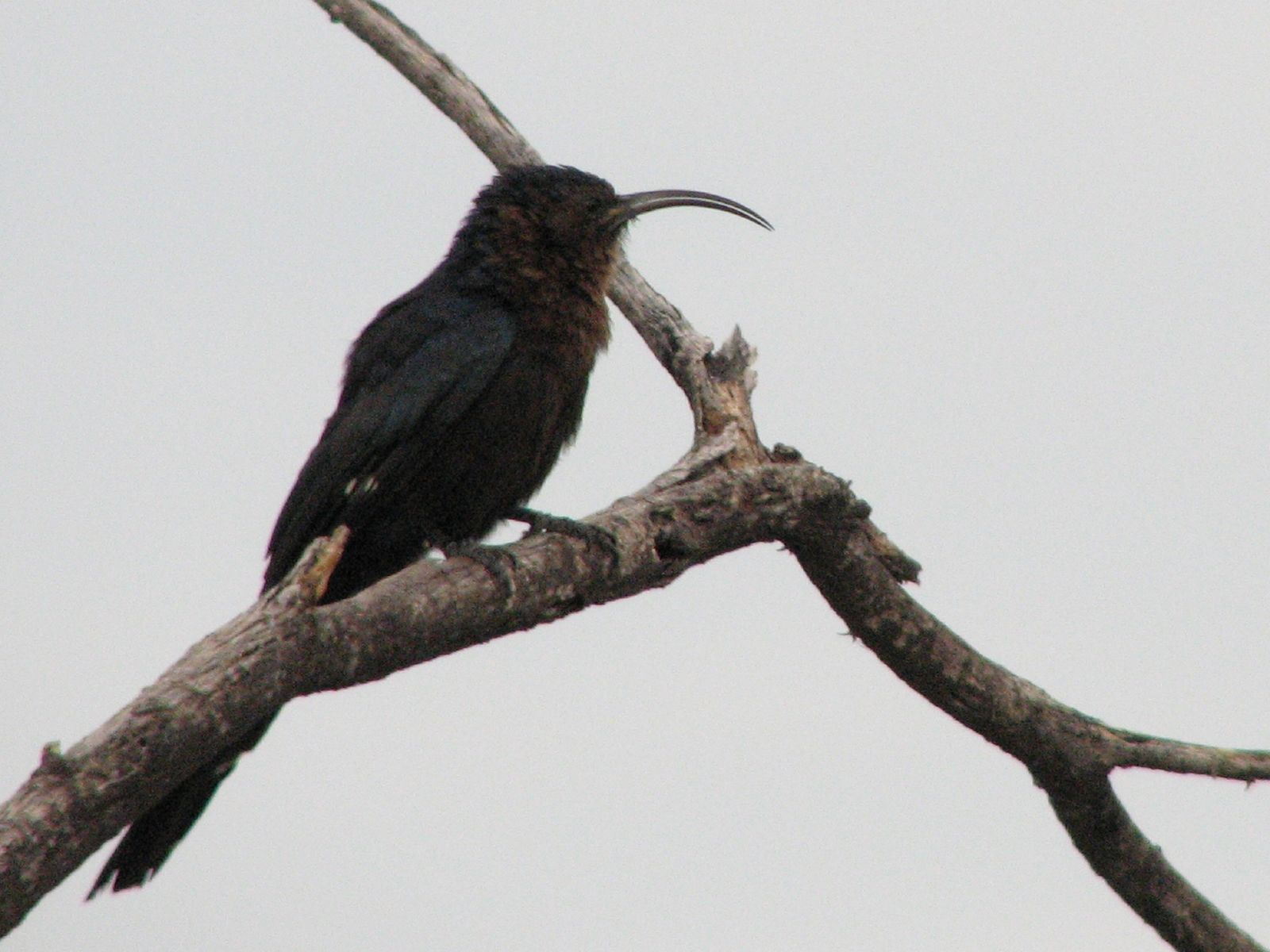
Ірисор великий (Rhinopomastus cyanomelas)

- Слотняк пурпуровий, Phoeniculus purpureus
- Слотняк білоголовий, Phoeniculus bollei
- Слотняк рудоголовий, Phoeniculus castaneiceps
- Ірисор чорний, Rhinopomastus aterrimus
- Ірисор великий, Rhinopomastus cyanomelas
- Ірисор малий, Rhinopomastus minor

Родина: Кромкачні (Bucorvidae)
- Кромкач абісинський, Bucorvus abyssinicus
- Кромкач кафрський, Bucorvus leadbeateri

Родина: Птахи-носороги (Bucerotidae)
- Токо малий, Lophoceros camurus

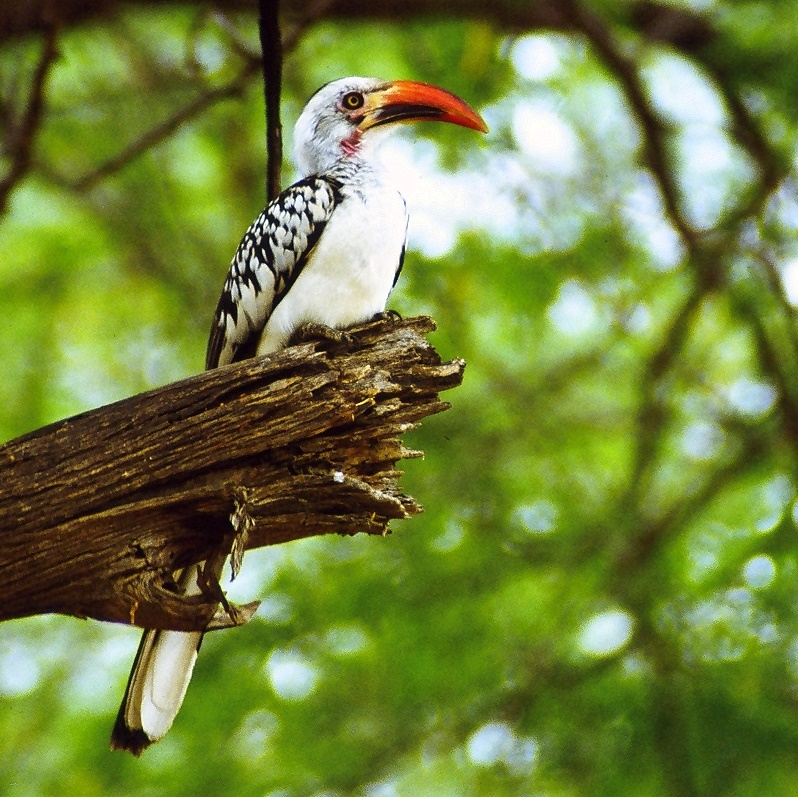
Токо червонодзьобий (Tockus erythrorhynchus)

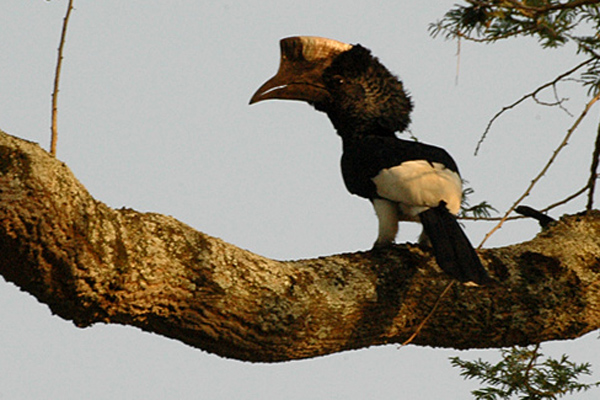
Калао сірощокий (Bycanistes subcylindricus)

- Токо бурий, Lophoceros alboterminatus
- Токо синьогорлий, Lophoceros fasciatus
- Токо ефіопський, Lophoceros hemprichii
- Токо плямистодзьобий, Lophoceros nasutus
- Токо жовтодзьобий, Tockus flavirostris
- Токо кенійський, Tockus jacksoni
- Токо чорнокрилий, Tockus deckeni
- Токо червонодзьобий, Tockus erythrorhynchus
- Токо білочубий, Horizocerus albocristatus
- Токо чорний, Horizocerus hartlaubi
- Калао чорношоломний, Ceratogymna atrata
- Калао сірощокий, Bycanistes subcylindricus
- Калао кремоводзьобий, Bycanistes cylindricus
- Калао екваторіальний, Bycanistes albotibialis
- Калао сенегальський, Bycanistes fistulator

## Сиворакшоподібні(Coraciiformes)
Родина: Рибалочкові (Alcedinidae)

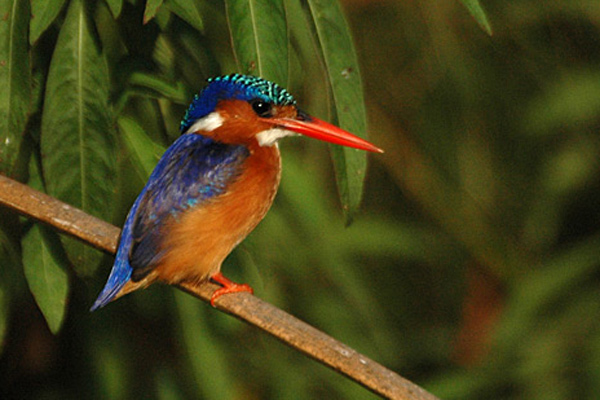
Рибалочка діадемовий (Corythornis cristatus)

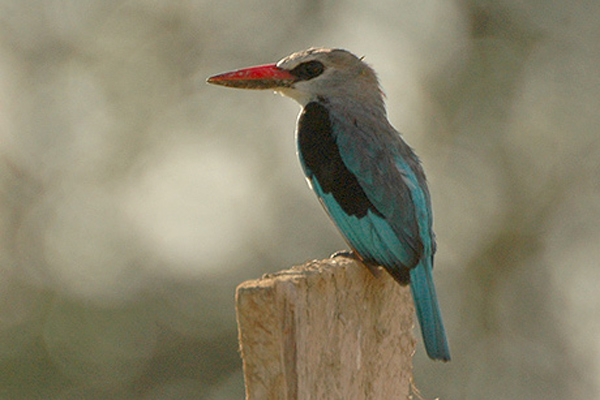
Альціон сенегальський (Halcyon senegalensis)

- Рибалочка кобальтовий, Alcedo semitorquata
- Рибалочка бірюзовий, Alcedo quadribrachys
- Рибалочка діадемовий, Corythornis cristatus
- Рибалочка білочеревий, Corythornis leucogaster
- Рибалочка-крихітка синьоголовий, Ispidina picta
- Рибалочка-крихітка африканський, Ispidina lecontei
- Альціон каштановий, Halcyon badia
- Альціон сіроголовий, Halcyon leucocephala
- Альціон сенегальський, Halcyon senegalensis
- Альціон блакитний, Halcyon malimbica
- Альціон малий, Halcyon chelicuti
- Рибалочка-чубань африканський, Megaceryle maximus
- Рибалочка строкатий, Ceryle rudis

Родина: Бджолоїдкові (Meropidae)
- Бджолоїдка чорна, Merops gularis

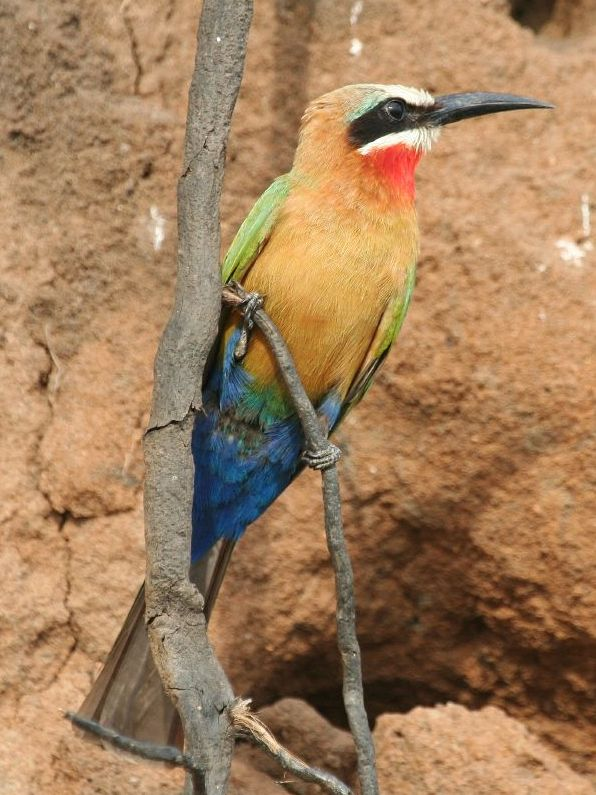
Бджолоїдка білолоба (Merops bullockoides)

- Бджолоїдка червоногорла, Merops bulocki
- Бджолоїдка білолоба, Merops bullockoides
- Бджолоїдка карликова, Merops pusillus
- Бджолоїдка синьовола, Merops variegatus
- Бджолоїдка суданська, Merops oreobates
- Бджолоїдка вилохвоста, Merops hirundineus
- Бджолоїдка білогорла, Merops albicollis
- Merops viridissimus
- Бджолоїдка зелена, Merops persicus
- Бджолоїдка оливкова, Merops superciliosus
- Бджолоїдка звичайна, Merops apiaster
- Бджолоїдка малинова, Merops nubicus
- Merops nubicoides (A)

Родина: Сиворакшові (Coraciidae)

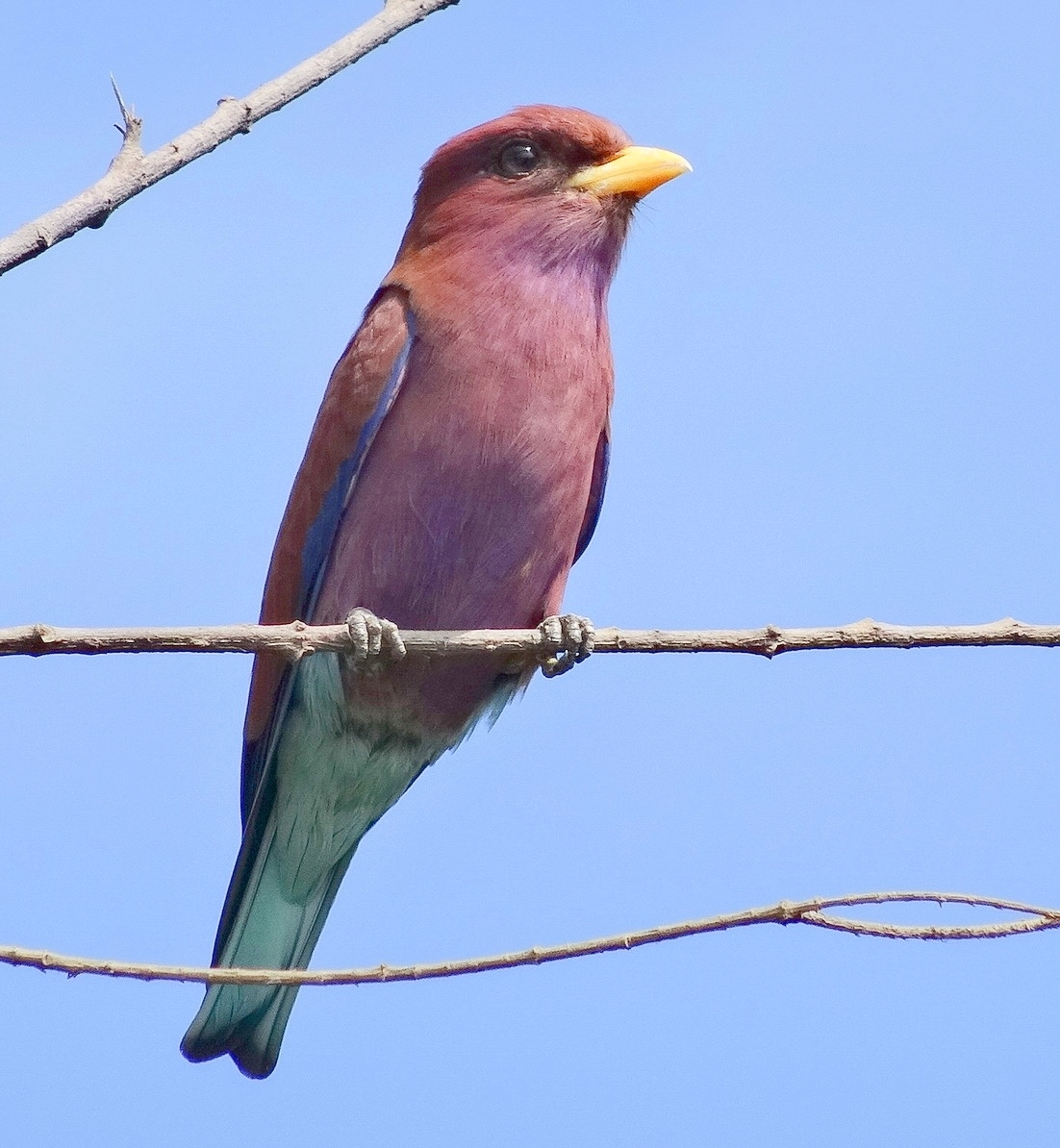
Широкорот африканський (Eurystomus glaucurus)

- Сиворакша євразійська, Coracias garrulus
- Сиворакша абісинська, Coracias abyssinica
- Сиворакша рожевовола, Coracias caudatus
- Сиворакша білоброва, Coracias naevia
- Широкорот африканський, Eurystomus glaucurus
- Широкорот блакитногорлий, Eurystomus gularis

## Дятлоподібні(Piciformes)
Родина: Лібійні (Lybiidae)

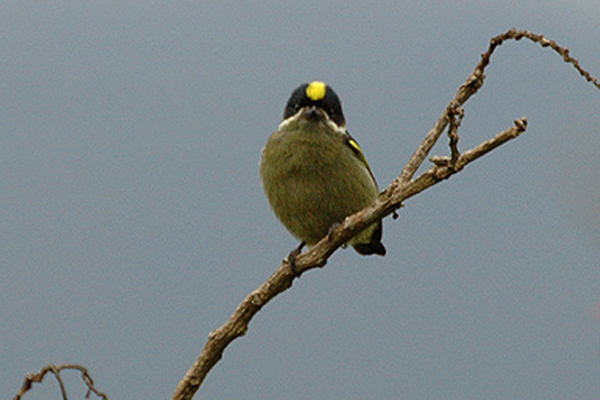
Барбіон жовтоголовий (Pogoniulus coryphaea)

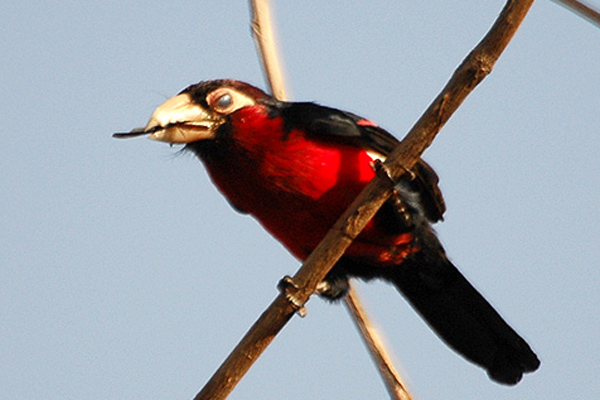
Лібія червона (Lybius bidentatus)

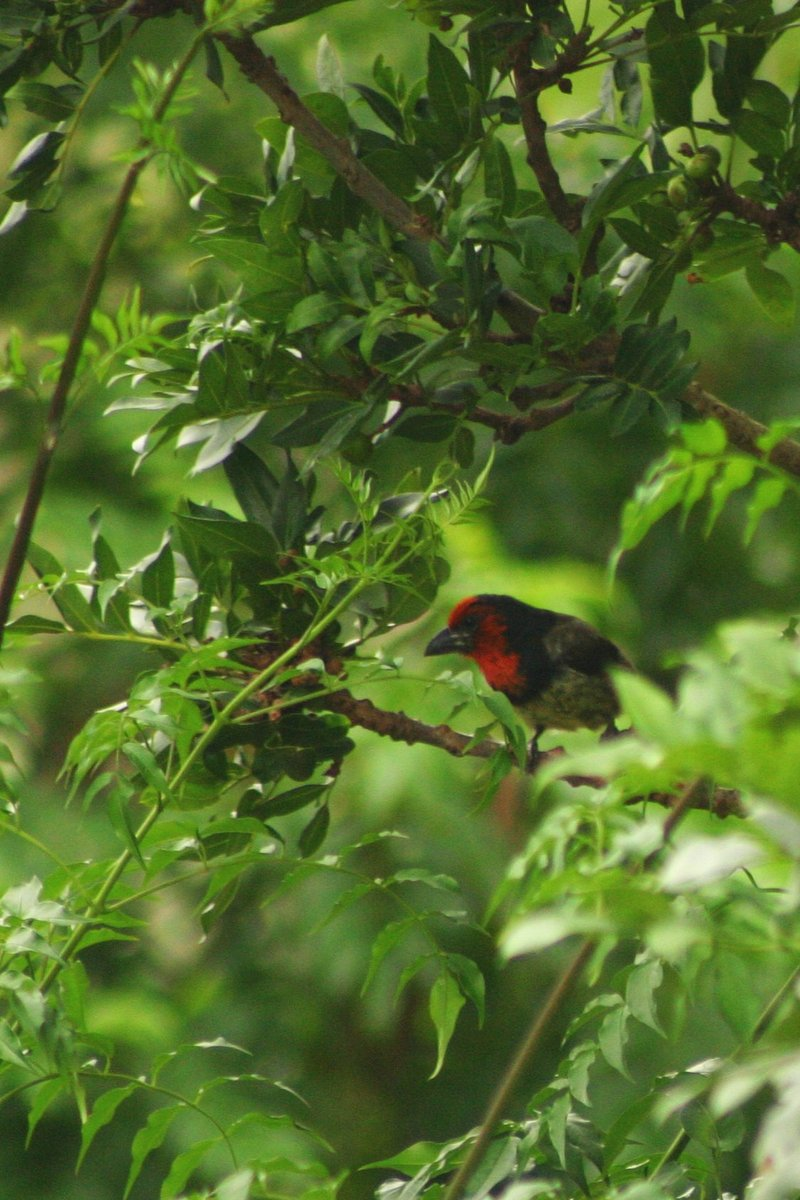
Лібія чорношия (Lybius torquatus)

- Барбудо жовтодзьобий, Trachyphonus purpuratus
- Барбудо чубатий, Trachyphonus vaillantii
- Барбудо вогнистоголовий, Trachyphonus erythrocephalus
- Барбудо плямистоголовий, Trachyphonus darnaudii
- Барбікан сіроголовий, Gymnobucco bonapartei
- Барбіон плямистий, Pogoniulus scolopaceus
- Барбіон оливковий, Pogoniulus simplex
- Барбіон гірський, Pogoniulus leucomystax
- Барбіон жовтоголовий, Pogoniulus coryphaea
- Барбіон червоногузий, Pogoniulus atroflavus
- Барбіон жовтогорлий, Pogoniulus subsulphureus
- Барбіон золотогузий, Pogoniulus bilineatus
- Барбіон червонолобий, Pogoniulus pusillus
- Барбіон жовтолобий, Pogoniulus chrysoconus
- Барбіон червоноголовий, Buccanodon duchaillui
- Лібія-зубодзьоб велика, Tricholaema hirsuta
- Лібія-зубодзьоб білогорла, Tricholaema diademata
- Лібія-зубодзьоб жовтоока, Tricholaema lachrymosa
- Лібія-зубодзьоб мала, Tricholaema melanocephala
- Лібія білолоба, Lybius leucocephalus
- Лібія руандійська, Lybius rubrifacies
- Лібія чорнодзьоба, Lybius guifsobalito
- Лібія чорношия, Lybius torquatus
- Лібія червона, Lybius bidentatus
- Лібія чорновола, Lybius rolleti

Родина: Воскоїдові (Indicatoridae)
- Ковтач карликовий, Prodotiscus insignis
- Ковтач світлочеревий, Prodotiscus regulus
- Ковтач оливковий, Melignomon zenkeri
- Воскоїд короткодзьобий, Indicator pumilio
- Воскоїд гвінейський, Indicator willcocksi
- Воскоїд блідий, Indicator meliphilus
- Воскоїд крихітний, Indicator exilis
- Воскоїд товстодзьобий, Indicator conirostris
- Воскоїд малий, Indicator minor
- Воскоїд строкатоволий, Indicator maculatus
- Воскоїд строкатий, Indicator variegatus
- Воскоїд великий, Indicator indicator
- Воскоїд лірохвостий, Melichneutes robustus

Родина: Дятлові (Picidae)

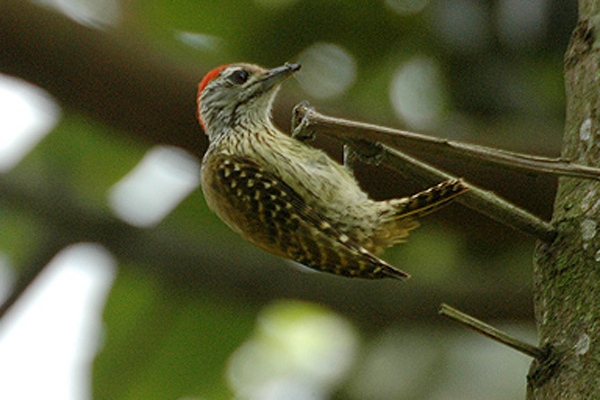
Дятел сірощокий (Chloropicus fuscescens)

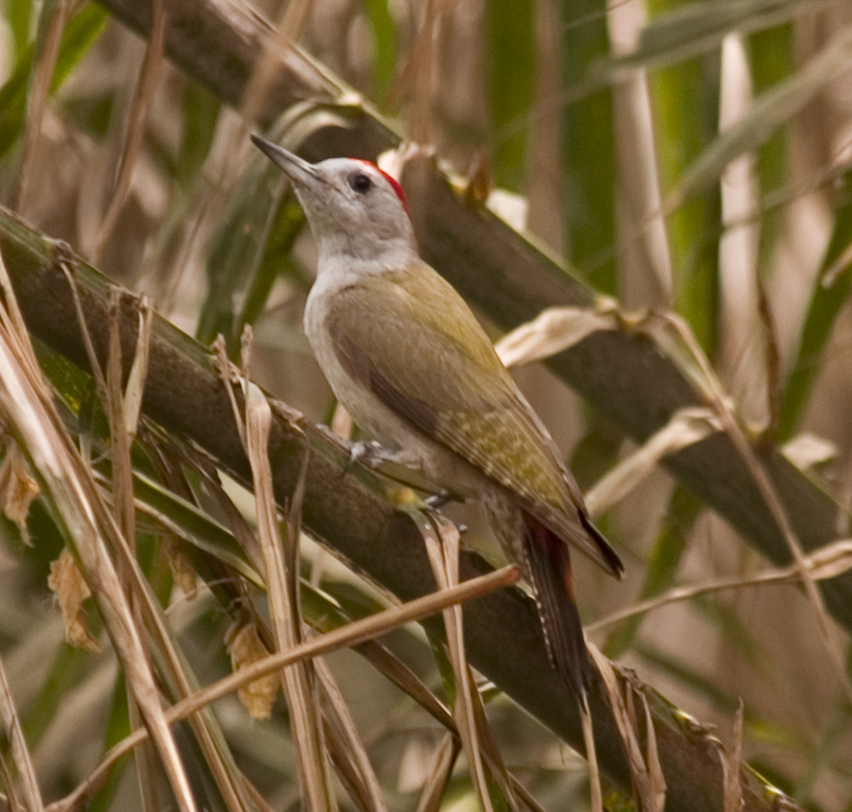
Дятел сірошиїй (Chloropicus goertae)

- Крутиголовка звичайна, Jynx torquilla
- Крутиголовка африканська, Jynx ruficollis
- Добаш африканський, Verreauxia africana
- Дятел габонський, Dendropicos gabonensis
- Дятел камерунський, Dendropicos elliotii
- Дятел угандійський, Dendropicos poecilolaemus
- Дятел сірощокий, Dendropicos fuscescens
- Дятел бородатий, Chloropicus namaquus
- Дятел строкатогрудий, Chloropicus xantholophus
- Дятел бурокрилий, Dendropicos obsoletus
- Дятел сірошиїй, Dendropicos goertae
- Дятел оливковий, Dendropicos griseocephalus
- Дятлик бурощокий, Pardipicus caroli
- Дятлик термітовий, Pardipicus nivosus
- Дятлик чорнохвостий, Campethera maculosa
- Campethera taeniolaema
- Дятлик зеленокрилий, Campethera cailliautii
- Дятлик нубійський, Campethera nubica
- Дятлик золотохвостий, Campethera abingoni

## Соколоподібні(Falconiformes)
Родина: Соколові (Falconidae)

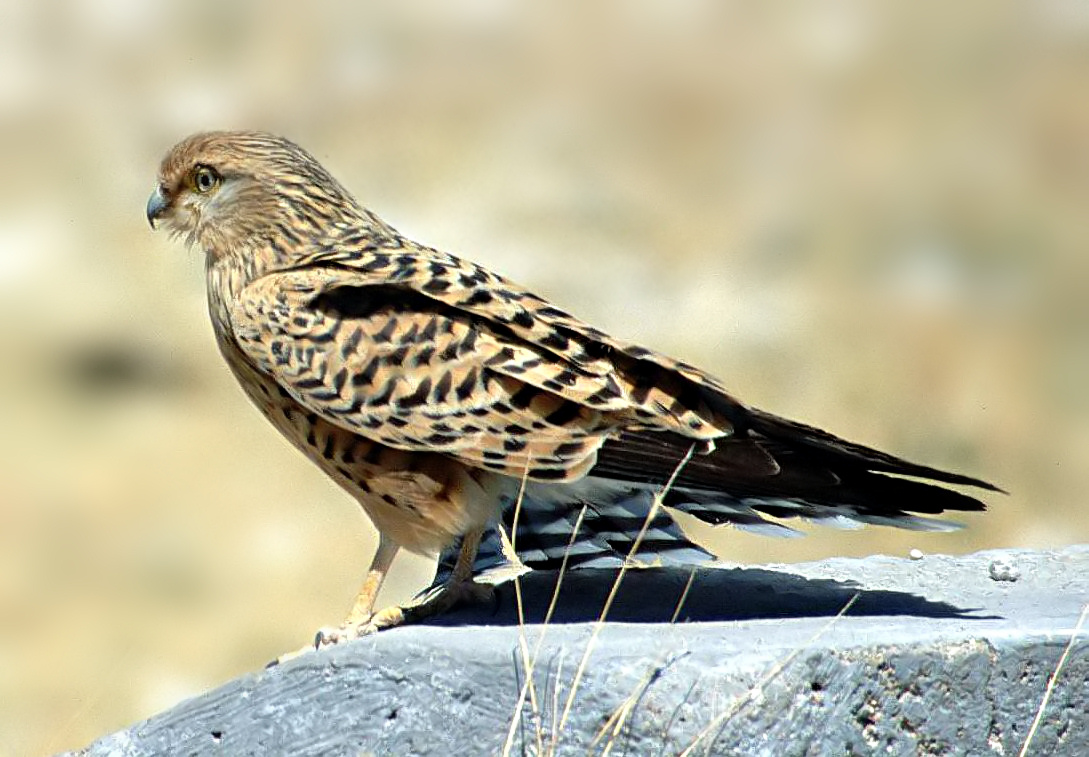
Боривітер великий (Falco rupicoloides)

- Сокіл-крихітка африканський, Polihierax semitorquatus
- Боривітер степовий, Falco naumanni
- Боривітер звичайний, Falco tinnunculus
- Боривітер великий (A)
- Боривітер рудий, Falco alopex
- Боривітер сірий, Falco ardosiaceus
- Боривітер білоголовий, Falco dickinsoni (A)
- Турумті, Falco chicquera
- Кібчик червононогий, Falco vespertinus (A)
- Кібчик амурський, Falco amurensis
- Підсоколик Елеонори, Falco eleonorae
- Підсоколик сірий, Falco concolor (A)
- Підсоколик великий, Falco subbuteo
- Підсоколик африканський, Falco cuvierii
- Ланер, Falco biarmicus
- Балабан, Falco cherrug (A)
- Сапсан, Falco peregrinus
- Сокіл-малюк, Falco fasciinucha

## Папугоподібні(Psittaciformes)
Родина: Psittaculidae
- Папуга Крамера, Psittacula krameri
- Нерозлучник ліберійський, Agapornis swinderniana
- Нерозлучник гвінейський, Agapornis pullarius

Родина: Папугові (Psittacidae)
- Жако, Psittacus erithacus
- Poicephalus fuscicollis (A)

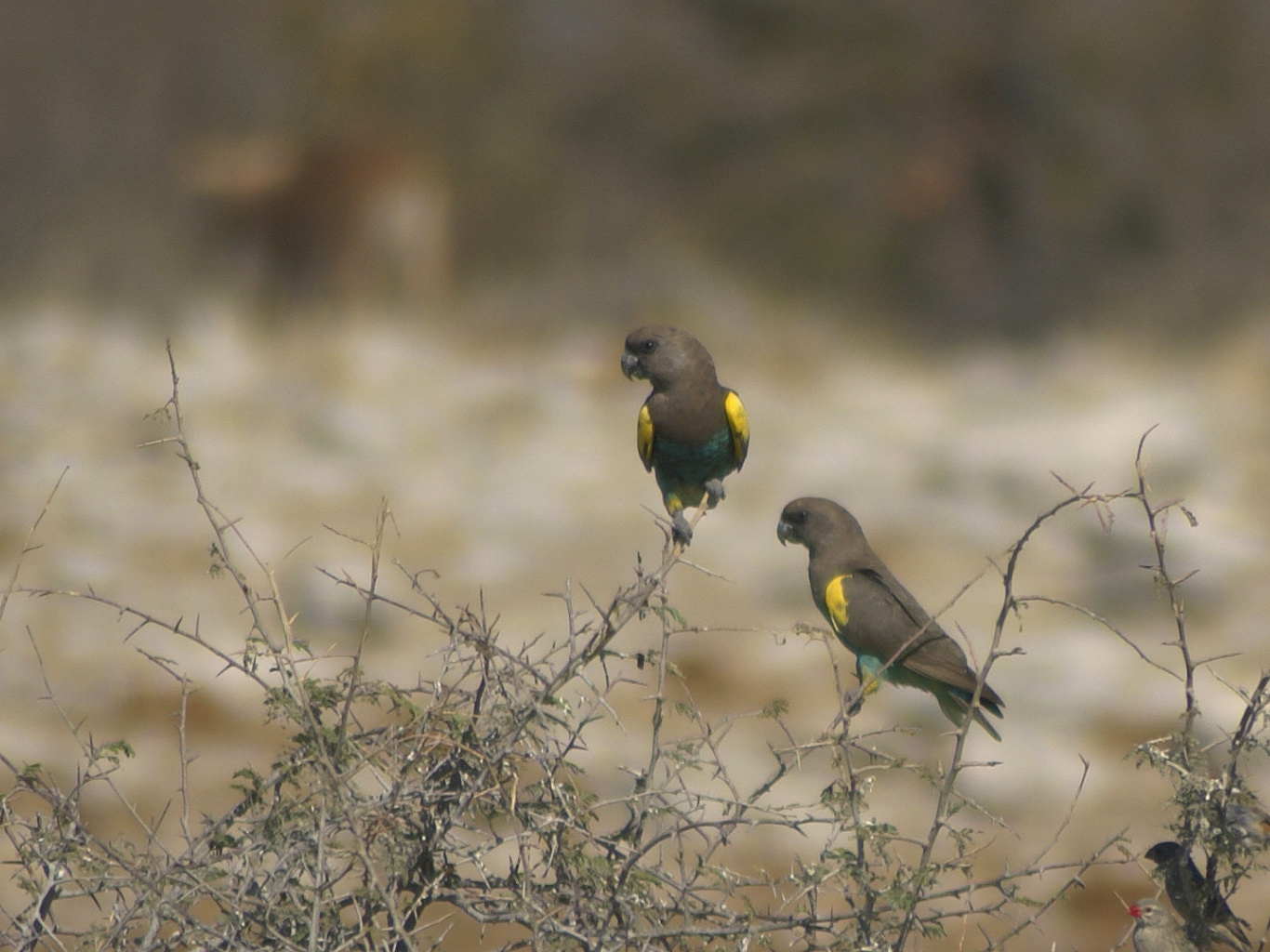
Папуга-довгокрил жовтоплечий (Poicephalus meyeri)

- Папуга-довгокрил жовтоплечий, Poicephalus meyeri

## Горобцеподібні(Passeriformes)
Родина: Смарагдорогодзьобові (Calyptomenidae)
- Широкодзьоб чорноголовий, Smithornis capensis
- Широкодзьоб рудобокий, Smithornis rufolateralis

Родина: Рогодзьобові (Eurylaimidae)
- Грауер, Pseudocalyptomena graueri

Родина: Пітові (Pittidae)
- Піта ангольська, Pitta angolensis
- Піта зеленовола, Pitta reichenowi

Родина: Личинкоїдові (Campephagidae)
- Шикачик сірий, Ceblepyris caesius

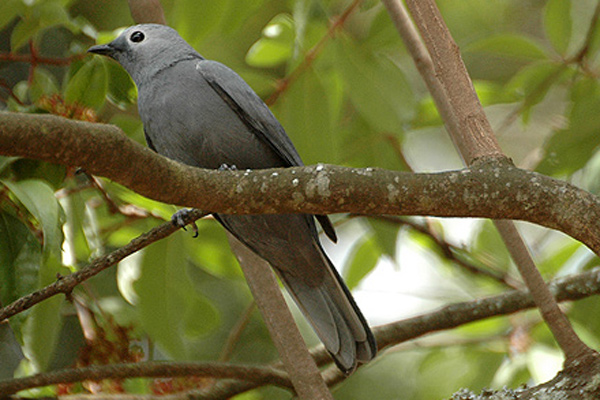
Шикачик сірий (Ceblepyris caesius)

- Шикачик білочеревий, Ceblepyris pectoralis
- Личинкоїд південний, Campephaga flava
- Личинкоїд західний, Campephaga petiti
- Личинкоїд червоноплечий, Campephaga phoenicea
- Личинкоїд пурпуровий, Campephaga quiscalina

Родина: Вивільгові (Oriolidae)
- Вивільга звичайна, Oriolus oriolus
- Вивільга золота, Oriolus auratus
- Вивільга світлокрила, Oriolus brachyrhynchus
- Вивільга південна, Oriolus larvatus
- Вивільга гірська, Oriolus percivali
- Вивільга чорнокрила, Oriolus nigripennis

Родина: Прирітникові (Platysteiridae)

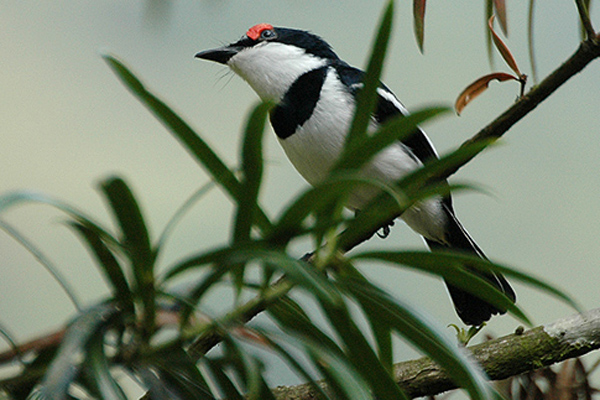
Прирітник рубіновобровий (Platysteira cyanea)

- Прирітник рубіновобровий, Platysteira cyanea
- Прирітник чорногорлий, Platysteira peltata
- Прирітка білошия, Platysteira castanea
- Прирітка конголезька, Platysteira jamesoni
- Прирітка жовточерева, Platysteira concreta
- Приріт рувензорський, Batis diops
- Приріт білобокий, Batis molitor
- Приріт акацієвий, Batis orientalis
- Приріт західний, Batis erlangeri
- Приріт карликовий, Batis perkeo
- Приріт чорноспинний, Batis ituriensis

Родина: Вангові (Vangidae)

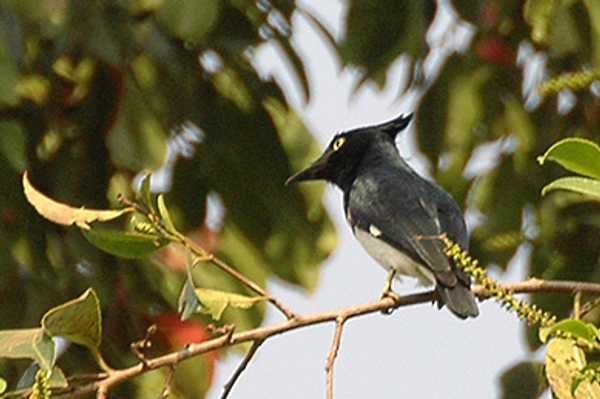
Приріт чубатий (Bias musicus)

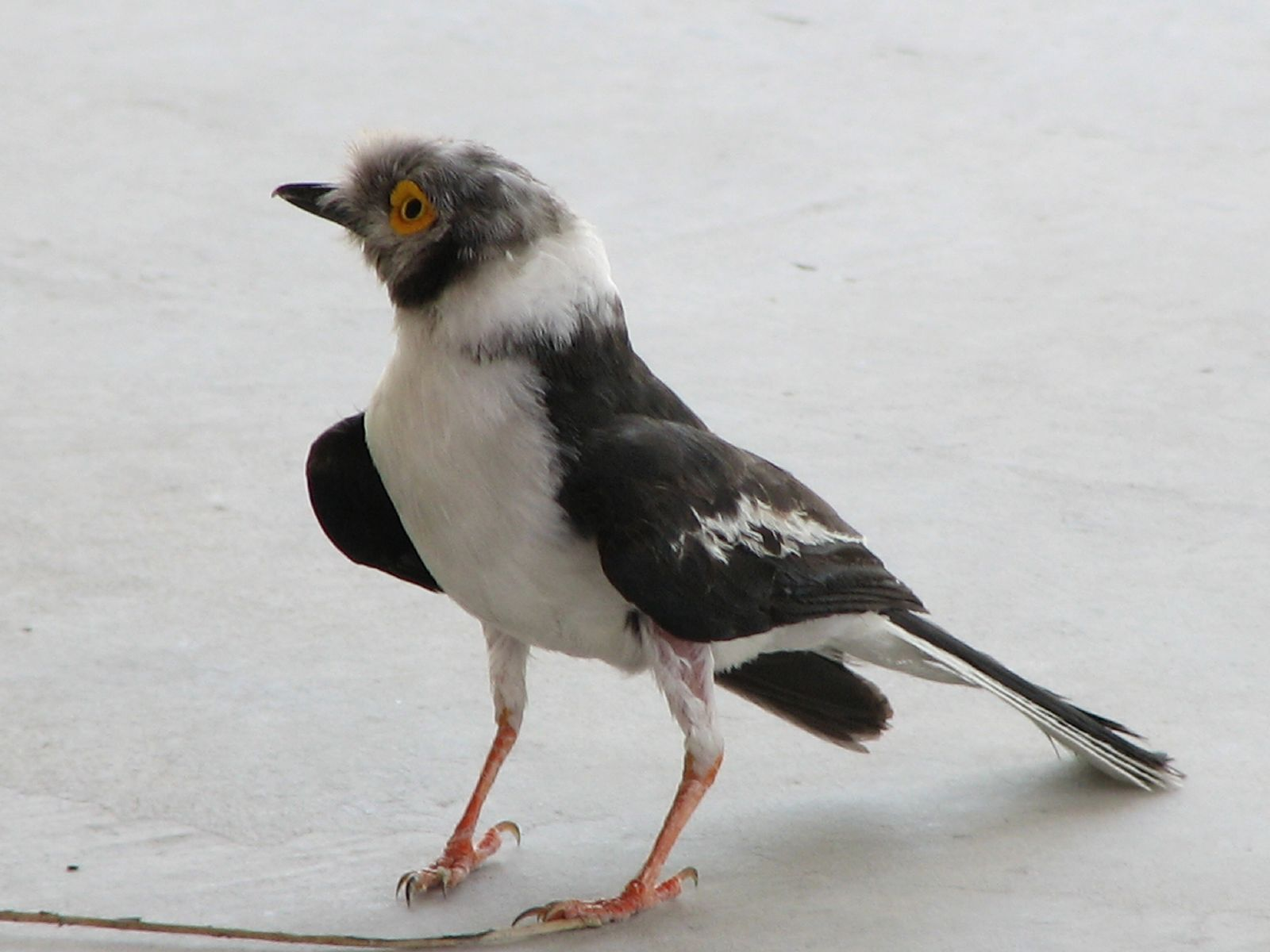
Багадаїс білочубий (Prionops plumatus)

- Багадаїс білочубий, Prionops plumatus
- Багадаїс вохристочеревий, Prionops caniceps
- Багадаїс рудочеревий, Prionops rufiventris
- Приріт великий, Megabyas flammulatus
- Приріт чубатий, Bias musicus

Родина: Гладіаторові (Malaconotidae)
- Брубру, Nilaus afer

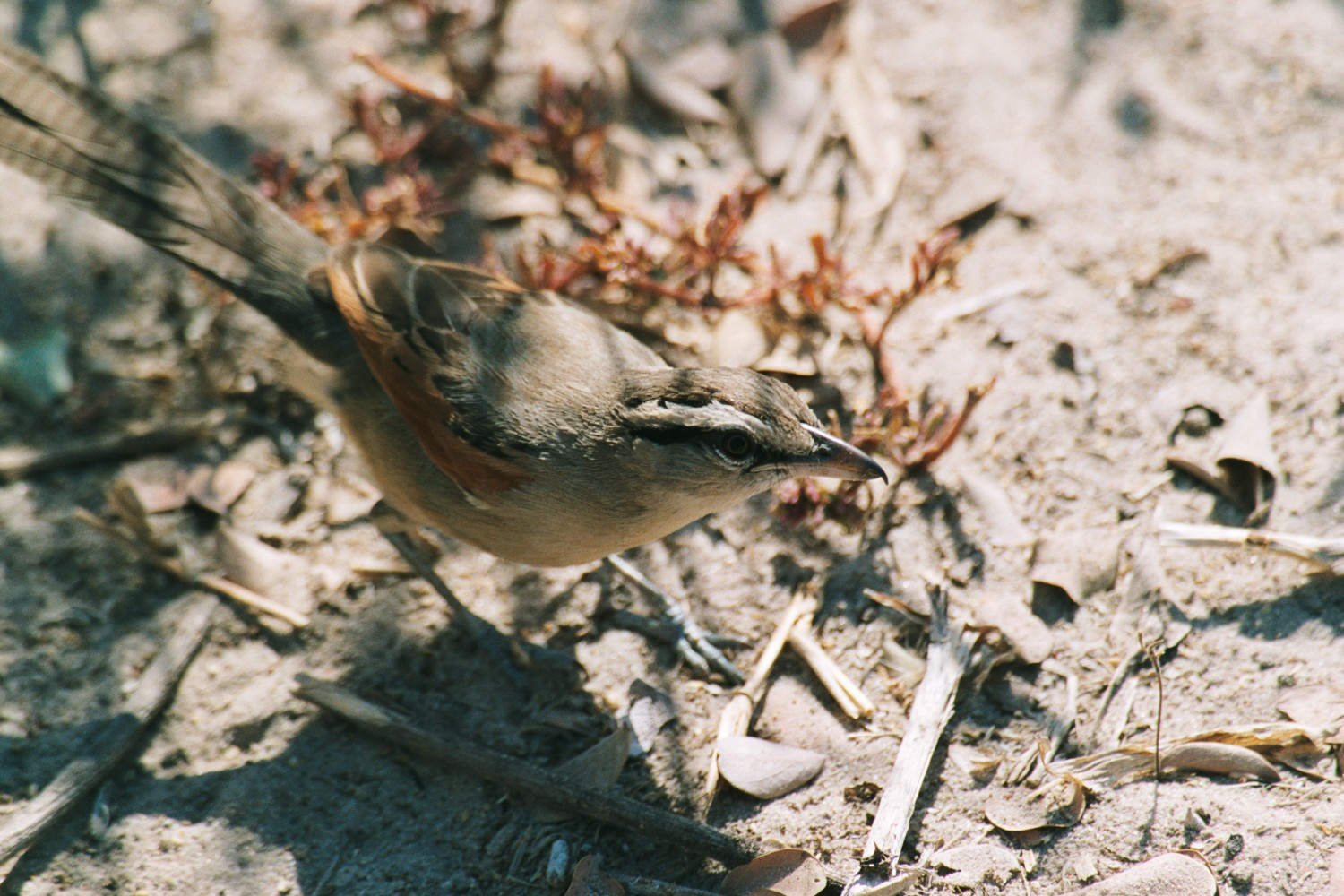
Чагра буроголова (Tchagra australis)

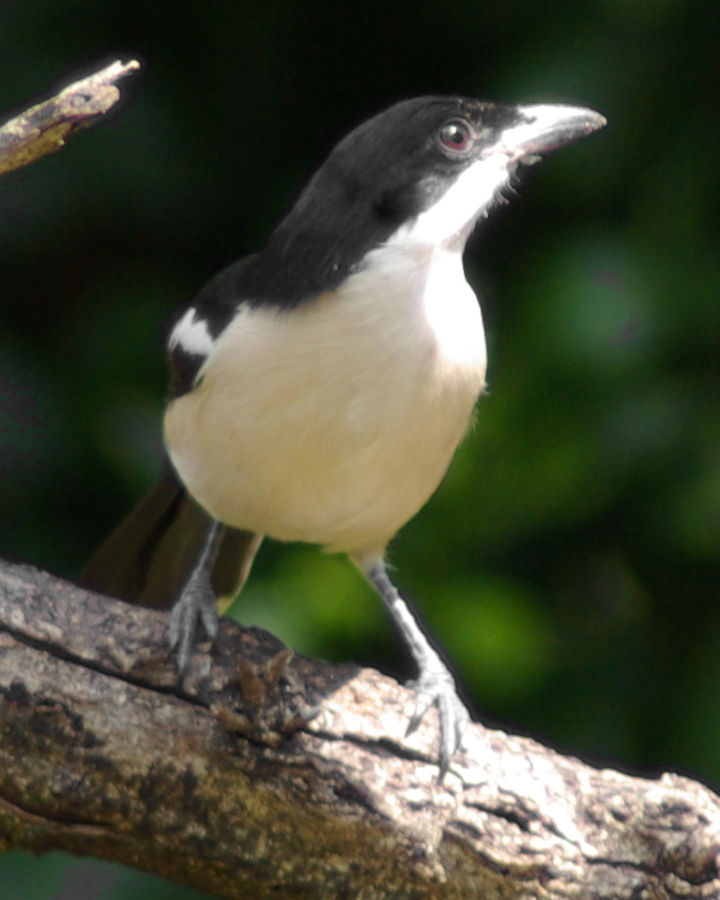
Гонолек тропічний (Laniarius major)

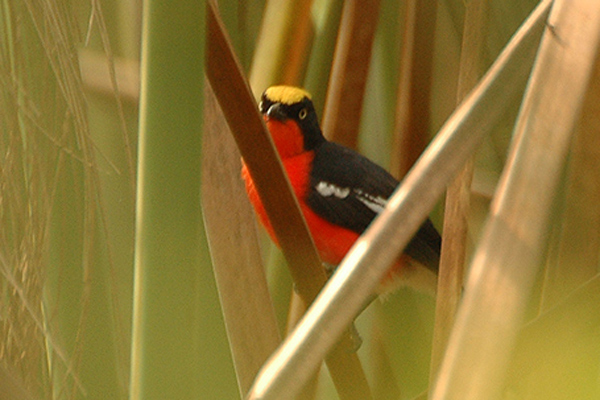
Гонолек жовтоголовий (Laniarius mufumbiri)

- Кубла північна, Dryoscopus gambensis
- Кубла червоноока, Dryoscopus senegalensis
- Кубла сіра, Dryoscopus angolensis
- Чагра чорноголова, Bocagia minuta
- Чагра велика, Tchagra senegalus
- Чагра буроголова, Tchagra australis
- Чагра мала, Tchagra jamesi
- Гонолек масковий, Laniarius luehderi
- Гонолек тропічний, Laniarius major
- Гонолек жовтоокий, Laniarius erythrogaster
- Гонолек жовтоголовий, Laniarius mufumbiri
- Гонолек ефіопський, Laniarius funebris
- Гонолек екваторіальний, Laniarius leucorhynchus
- Гонолек бурундійський, Laniarius willardi
- Гонолек приозерний, Laniarius holomelas
- Гонолек східний, Laniarius fuelleborni
- Вюргер білобровий, Telophorus bocagei
- Вюргер золотистий, Chlorophoneus sulfureopectus
- Вюргер різнобарвний, Chlorophoneus multicolor
- Вюргер червонолобий, Telophorus dohertyi
- Гладіатор червоногрудий, Malaconotus cruentus
- Гладіатор схиловий, Malaconotus lagdeni
- Гладіатор сіроголовий, Malaconotus blanchoti

Родина: Дронгові (Dicruridae)
- Дронго прирічний, Dicrurus sharpei
- Дронго вилохвостий, Dicrurus adsimilis
- Дронго савановий, Dicrurus divaricatus
- Дронго узлісний, Dicrurus modestus

Родина: Монархові (Monarchidae)
- Монарх західний, Trochocercus nitens
- Монарх східний, Trochocercus cyanomelas
- Монарх-довгохвіст іржастий, Terpsiphone rufiventer
- Terpsiphone viridis

Родина: Сорокопудові (Laniidae)

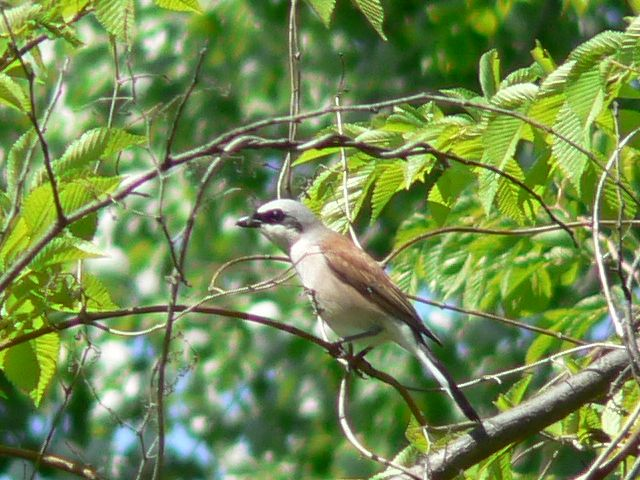
Сорокопуд терновий (Lanius collurio)

- Сорокопуд терновий, Lanius collurio
- Lanius phoenicuroides
- Сорокопуд рудохвостий, Lanius isabellinus
- Сорокопуд іржастий, Lanius gubernator
- Сорокопуд чорнолобий, Lanius minor
- Сорокопуд чорноплечий, Lanius excubitoroides
- Сорокопуд жовтодзьобий, Corvinella corvina
- Сорокопуд ефіопський, Lanius dorsalis
- Сорокопуд білокрилий, Lanius mackinnoni
- Lanius humeralis
- Сорокопуд міомбовий, Lanius souzae
- Сорокопуд білолобий, Lanius nubicus (A)
- Сорокопуд червоноголовий, Lanius senator
- Сорокопуд-білоголов східний, Eurocephalus ruppelli

Родина: Воронові (Corvidae)
- Піакпіак, Ptilostomus afer
- Крук строкатий, Corvus albus
- Крук еритрейський, Corvus edithae

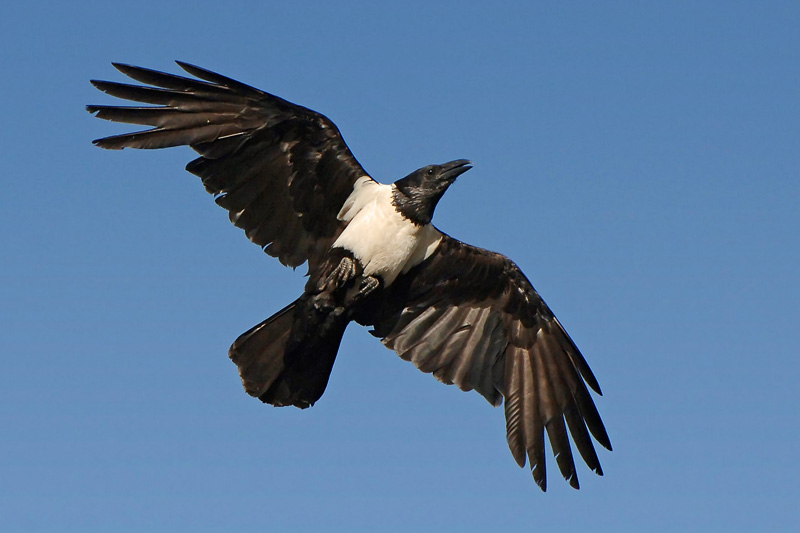
Крук строкатий (Corvus albus)

- Крук короткохвостий, Corvus rhipidurus
- Крук великодзьобий, Corvus albicollis

Родина: Hyliotidae
- Оксамитник жовточеревий, Hyliota flavigaster
- Оксамитник південний, Hyliota australis

Родина: Stenostiridae

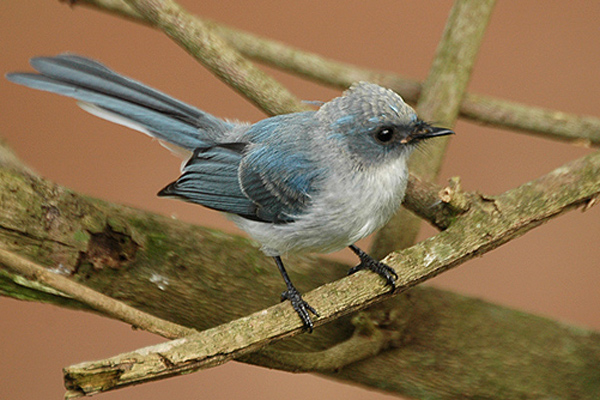
Ельмінія сиза (Elminia albicauda)

- Ельмінія блакитна, Elminia longicauda
- Ельмінія сиза, Elminia albicauda
- Ельмінія чорноголова, Elminia nigromitrata
- Ельмінія білочерева, Elminia albiventris
- Ельмінія гірська, Elminia albonotata

Родина: Синицеві (Paridae)
- Синиця білоплеча, Melaniparus guineensis
- Синиця африканська, Melaniparus leucomelas
- Синиця білочерева, Melaniparus albiventris
- Синиця одноколірна, Melaniparus funereus
- Синиця екваторіальна, Melaniparus fasciiventer
- Синиця саванова, Melaniparus thruppi

Родина: Ремезові (Remizidae)
- Ремез блідий, Anthoscopus musculus
- Ремез жовтий, Anthoscopus parvulus
- Ремез сірий, Anthoscopus caroli

Родина: Жайворонкові (Alaudidae)

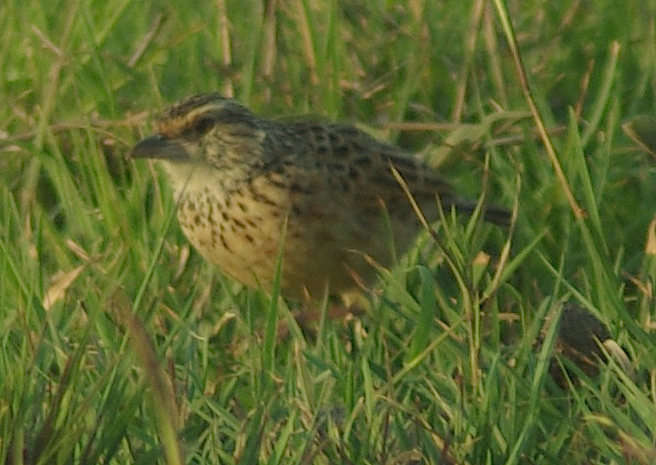
Фірлюк африканський (Mirafra africana)

- Фірлюк рудогузий, Pinarocorys erythropygia
- Фірлюк дроздовий, Pinarocorys nigricans (A)
- Жервінчик білощокий, Eremopterix leucotis
- Жервінчик рудоголовий, Eremopterix leucopareia
- Алондра рудощока, Calendulauda poecilosterna
- Алондра східна, Calendulauda alopex
- Фірлюк великий, Mirafra hypermetra
- Фірлюк африканський, Mirafra africana
- Фірлюк коричневий, Mirafra rufocinnamomea
- Фірлюк білохвостий, Mirafra albicauda
- Фірлюк чагарниковий, Mirafra cantillans
- Calandrella cinerea
- Посмітюха іржаста, Galerida modesta

Родина: Nicatoridae
- Нікатор західний, Nicator chloris

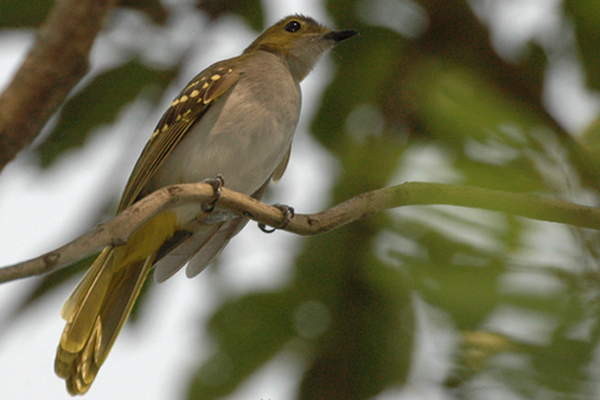
Нікатор західний (Nicator chloris)

- Нікатор жовтогорлий, Nicator vireo

Родина: Macrosphenidae
- Кромбек західний, Sylvietta virens
- Кромбек жовтогрудий, Sylvietta denti
- Кромбек білобровий, Sylvietta leucophrys
- Кромбек північний, Sylvietta brachyura
- Кромбек рудий, Sylvietta whytii
- Очеретянка вусата, Melocichla mentalis
- Куцохвостик жовтий, Macrosphenus flavicans
- Куцохвостик оливковий, Macrosphenus concolor
- Тектонік, Graueria vittata
- Покривець, Hylia prasina
- Ремез-гилія, Pholidornis rushiae

Родина: Тамікові (Cisticolidae)
- Жовтобрюшка сомалійська, Eremomela flavicrissalis
- Жовтобрюшка світлоброва, Eremomela icteropygialis
- Жовтобрюшка маскова, Eremomela canescens
- Жовтобрюшка південна, Eremomela scotops
- Жовтобрюшка рудоголова, Eremomela badiceps
- Жовтобрюшка рудолоба, Eremomela turneri
- Червонокрил, Drymocichla incana
- Принія білогорла, Schistolais leucopogon
- Нікорник чорносмугий, Oreolais pulcher
- Нікорник рудобокий, Oreolais ruwenzori
- Зебринка міомбова, Calamonastes undosus (A)
- Зебринка сіра, Calamonastes simplex
- Цвіркач сіробокий, Camaroptera brevicaudata
- Цвіркач жовтобровий, Camaroptera superciliaris
- Цвіркач оливковий, Camaroptera chloronota
- Акаційовик, Phyllolais pulchella
- Нікорник сьєрра-леонський, Apalis nigriceps
- Нікорник біловусий, Apalis jacksoni
- Нікорник вусатий, Apalis binotata
- Нікорник чорнощокий, Apalis personata
- Нікорник жовтоволий, Apalis flavida
- Нікорник білочеревий, Apalis rufogularis
- Нікорник рудогорлий, Apalis porphyrolaema
- Нікорник сірий, Apalis cinerea
- Нікорник угандійський, Apalis karamojae
- Принія африканська, Prinia subflava
- Принія бліда, Prinia somalica
- Принія зеброва, Prinia bairdii
- Принія рудокрила, Prinia erythroptera
- Принія пустельна, Prinia rufifrons
- Жалівник рудий, Bathmocercus rufus
- Вільговець рудогорлий, Eminia lepida
- Таміка рудощока, Cisticola erythrops
- Таміка співоча, Cisticola cantans
- Таміка товстодзьоба, Cisticola lateralis
- Таміка голосиста, Cisticola woosnami
- Таміка каштановоголова, Cisticola chubbi
- Таміка гірська, Cisticola hunteri
- Таміка бура, Cisticola aberrans
- Таміка боранська, Cisticola bodessa (A)
- Таміка іржастоголова, Cisticola chiniana
- Таміка червоноголова, Cisticola ruficeps
- Таміка строкатоголова, Cisticola lais
- Таміка західна, Cisticola marginatus
- Таміка заїрська, Cisticola carruthersi
- Таміка-товстун, Cisticola robustus
- Таміка строката, Cisticola natalensis
- Таміка довгохвоста, Cisticola angusticaudus
- Таміка саванова, Cisticola brachypterus
- Таміка руда, Cisticola troglodytes
- Таміка ефіопська, Cisticola nana (A)
- Таміка віялохвоста, Cisticola juncidis
- Таміка пустельна, Cisticola aridulus (A)
- Таміка рудошия, Cisticola eximius
- Таміка карликова, Cisticola ayresii

Родина: Очеретянкові (Acrocephalidae)
- Жовтовик тонкодзьобий, Calamonastides gracilirostris
- Берестянка бліда, Iduna pallida
- Жовтовик темноголовий, Iduna natalensis
- Жовтовик гірський, Iduna similis
- Берестянка пустельна, Hippolais languida
- Берестянка звичайна, Hippolais icterina
- Очеретянка лучна, Acrocephalus schoenobaenus
- Очеретянка чагарникова, Acrocephalus palustris
- Очеретянка ставкова, Acrocephalus scirpaceus
- Очеретянка африканська, Acrocephalus baeticatus
- Очеретянка ірацька, Acrocephalus griseldis (A)
- Очеретянка світлоброва, Acrocephalus gracilirostris
- Очеретянка бура, Acrocephalus rufescens
- Очеретянка велика, Acrocephalus arundinaceus

Родина: Кобилочкові (Locustellidae)
- Куцокрил бамбуковий, Locustella alfredi
- Кобилочка річкова, Locustella fluviatilis (A)
- Широкохвіст африканський, Catriscus brevirostris
- Куцокрил східний, Bradypterus lopezi
- Куцокрил брунатний, Bradypterus cinnamomeus
- Куцокрил угандійський, Bradypterus carpalis
- Куцокрил прудкий, Bradypterus graueri
- Bradypterus centralis

Родина: Ластівкові (Hirundinidae)
- Ластівка мала, Riparia paludicola

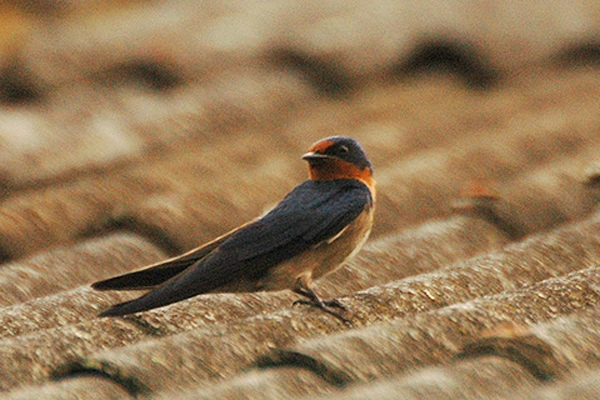
Ластівка ангольська (Hirundo angolensis)

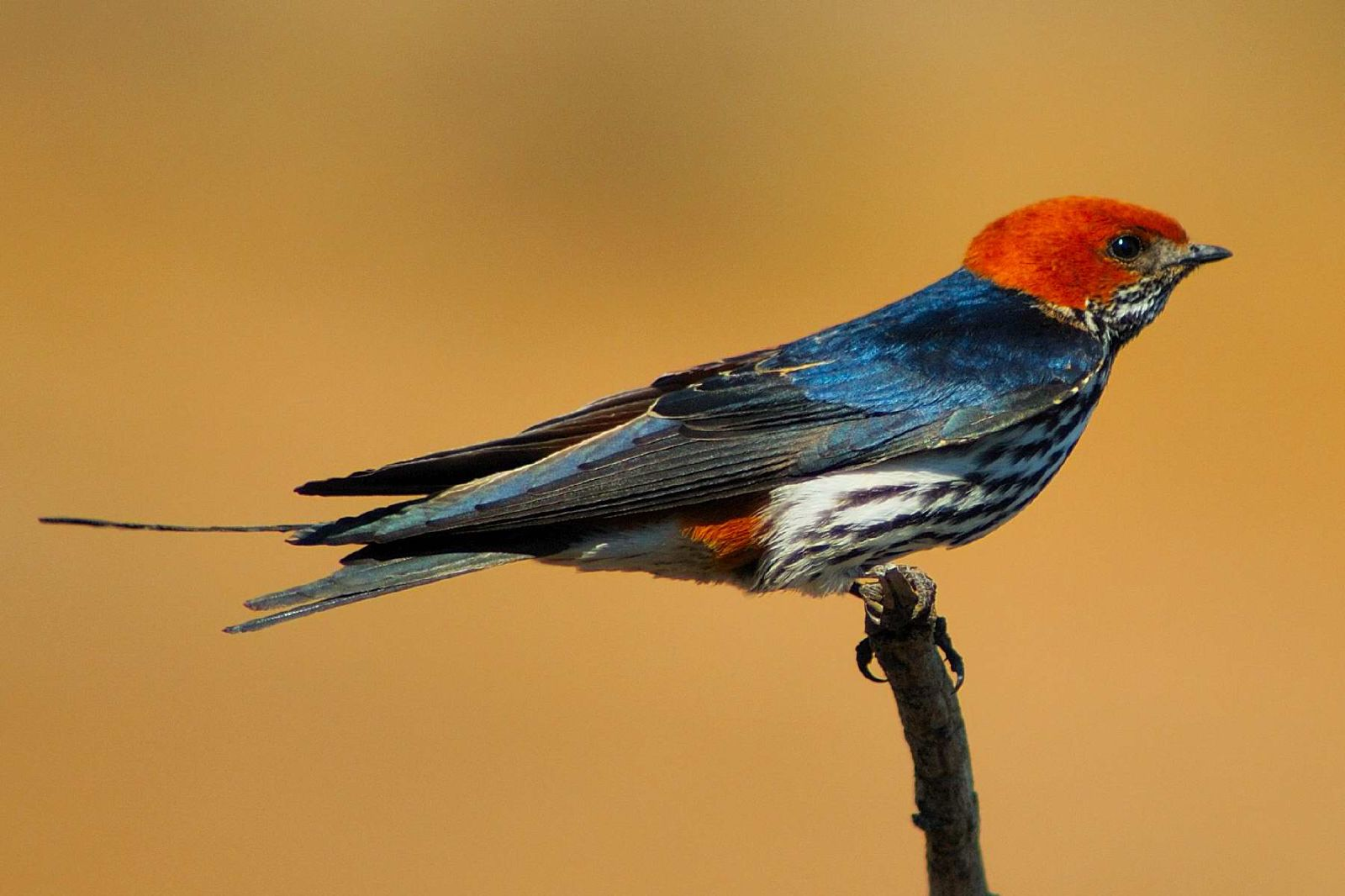
Ластівка абісинська (Cecropis abyssinica)

- Ластівка берегова, Riparia riparia
- Ластівка білоброва, Neophedina cincta
- Ластівка афро-азійська, Ptyonoprogne fuligula
- Ластівка сільська, Hirundo rustica
- Ластівка ефіопська, Hirundo aethiopica
- Ластівка ангольська, Hirundo angolensis
- Ластівка синя, Hirundo nigrita
- Ластівка ниткохвоста, Hirundo smithii
- Ластівка довгохвоста, Hirundo atrocaerulea
- Ластівка даурська, Cecropis daurica
- Ластівка абісинська, Cecropis abyssinica
- Ластівка рудочерева, Cecropis semirufa
- Ластівка сенегальська, Cecropis senegalensis
- Ластівка міська, Delichon urbicum
- Жалібничка білоголова, Psalidoprocne albiceps
- Жалібничка білоплеча, Psalidoprocne pristoptera
- Ластівка сірогуза, Pseudhirundo griseopyga

Родина: Бюльбюлеві (Pycnonotidae)

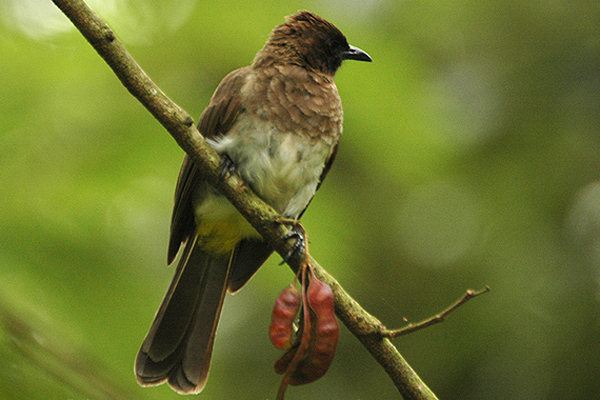
Бюльбюль темноголовий (Pycnonotus barbatus)

- Бюльбюль тонкодзьобий, Stelgidillas gracilirostris
- Бюльбюль-довгодзьоб рудохвостий, Bleda syndactylus
- Бюльбюль-довгодзьоб малий, Bleda notatus
- Бюльбюль жовтий, Arizelocichla kakamegae
- Бюльбюль угандійський, Arizelocichla kikuyuensis
- Жовточеревець білогорлий, Chlorocichla simplex
- Жовточеревець суданський, Chlorocichla laetissima
- Бюльбюль-білохвіст нігерійський, Baeopogon indicator
- Жовточеревець сенегальський, Atimastillas flavicollis
- Бюльбюль плямистий, Ixonotus guttatus
- Бюльбюль болотяний, Thescelocichla leucopleura
- Бюльбюль-бородань рудохвостий, Criniger calurus
- Бюльбюль-бородань зелений, Criniger chloronotus
- Бюльбюль карликовий, Eurillas gracilis
- Бюльбюль-крихітка, Eurillas ansorgei (A)
- Бюльбюль криводзьобий, Eurillas curvirostris
- Бюльбюль вусатий, Eurillas latirostris
- Бюльбюль малий, Eurillas virens
- Торо сивоголовий, Phyllastrephus scandens
- Торо суданський, Phyllastrephus strepitans
- Торо бурий, Phyllastrephus hypochloris
- Торо вохристий, Phyllastrephus cabanisi
- Торо малий, Phyllastrephus icterinus
- Торо заїрський, Phyllastrephus lorenzi (A)
- Торо великий, Phyllastrephus xavieri
- Торо білогорлий, Phyllastrephus albigularis
- Торо східний, Phyllastrephus flavostriatus
- Бюльбюль темноголовий, Pycnonotus barbatus

Родина: Вівчарикові (Phylloscopidae)
- Вівчарик жовтобровий, Phylloscopus sibilatrix
- Вівчарик весняний, Phylloscopus trochilus
- Вівчарик-ковалик, Phylloscopus collybita
- Вівчарик брунатний, Phylloscopus umbrovirens
- Вівчарик рудощокий, Phylloscopus laetus
- Вівчарик угандійський, Phylloscopus budongoensis

Родина: Erythrocercidae
- Монарх рудоголовий, Erythrocercus mccallii

Родина: Cettiidae
- Тезія жовтогорла, Urosphena neumanni

Родина: Кропив'янкові (Sylviidae)
- Кропив'янка чорноголова, Sylvia atricapilla
- Кропив'янка садова, Sylvia borin
- Тимелія абісинська, Sylvia abyssinica
- Тимелія чорноголова, Sylvia atriceps
- Кропив'янка рябогруда, Curruca nisoria
- Кропив'янка бура, Curruca lugens
- Кропив'янка сіра, Curruca communis

Родина: Окулярникові (Zosteropidae)
- Окулярник смарагдовий, Zosterops stuhlmanni
- Окулярник сенегальський, Zosterops senegalensis
- Окулярник лимонний, Zosterops anderssoni

Родина: Pellorneidae
- Тимелія вохриста, Illadopsis fulvescens
- Тимелія сірощока, Illadopsis rufipennis
- Тимелія гірська, Illadopsis pyrrhoptera
- Тимелія сіроголова, Illadopsis albipectus
- Тимелія білогорла, Illadopsis puveli

Родина: Leiothrichidae
- Кратеропа руда, Argya rubiginosa
- Баблер-капуцин, Turdoides atripennis
- Злочик заїрський, Turdoides rufocinctus
- Кратеропа саванова, Turdoides plebejus
- Кратеропа бура, Turdoides jardineii
- Кратеропа маскова, Turdoides sharpei
- Кратеропа плямистовола, Turdoides tenebrosa

Родина: Підкоришникові (Certhiidae)
- Гримперія африканська, Salpornis salvadori

Родина: Ґедзеїдові (Buphagidae)
- Ґедзеїд червонодзьобий, Buphagus erythrorynchus
- Ґедзеїд жовтодзьобий, Buphagus africanus

Родина: Шпакові (Sturnidae)
- Шпак жовтоголовий, Creatophora cinerea
- Шпак-куцохвіст аметистовий, Cinnyricinclus leucogaster
- Моріо тонкодзьобий, Onychognathus tenuirostris
- Моріо західний, Onychognathus neumanni
- Моріо рудокрилий, Onychognathus morio
- Моріо іржастокрилий, Onychognathus fulgidus
- Моріо малий, Onychognathus walleri
- Моріо кенійський, Onychognathus salvadorii
- Шпак ефіопський, Speculipastor bicolor (A)
- Шпак-куцохвіст рудочеревий, Poeoptera sharpii
- Шпак-гострохвіст лісовий, Poeoptera lugubris
- Шпак-гострохвіст угандійський, Poeoptera stuhlmanni
- Мерл пурпуровоголовий, Hylopsar purpureiceps
- Мерл бронзовоголовий, Lamprotornis purpuroptera
- Мерл темнощокий, Lamprotornis splendidus
- Мерл багатобарвний, Lamprotornis superbus
- Мерл синьощокий, Lamprotornis chloropterus
- Мерл зелений, Lamprotornis chalybaeus
- Мерл пурпуровий, Lamprotornis purpureus
- Мерл бронзовохвостий, Lamprotornis chalcurus

Родина: Дроздові (Turdidae)
- Вагал рудий, Stizorhina fraseri

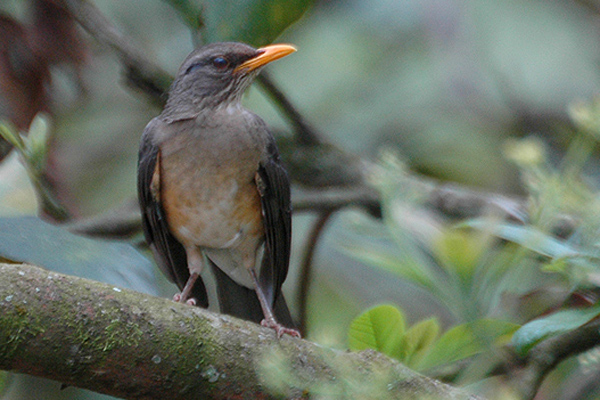
Дрізд африканський (Turdus pelios)

- Вагал рудохвостий, Neocossyphus rufus
- Вагал білохвостий, Neocossyphus poensis
- Квічаль камерунський, Geokichla camaronensis
- Квічаль смугастощокий, Geokichla princei
- Квічаль лісовий, Geokichla oberlaenderi
- Квічаль абісинський, Geokichla piaggiae
- Дрізд абісинський, Turdus abyssinicus
- Дрізд африканський, Turdus pelios

Родина: Мухоловкові (Muscicapidae)
- Мухоловка темна, Muscicapa adusta
- Мухоловка жовтонога, Muscicapa sethsmithi
- Мухоловка сіра, Muscicapa striata
- Мухоловка попеляста, Muscicapa caerulescens
- Muscicapa gambagae (A)
- Мухоловка болотяна, Muscicapa aquatica
- Мухоловка ліберійська, Muscicapa cassini
- Мухоловка лендуйська, Muscicapa lendu
- Мухоловка каштанова, Muscicapa infuscata
- Мухоловка екваторіальна, Muscicapa comitata
- Мухарка попеляста, Melaenornis microrhynchus
- Мухарка бліда, Melaenornis pallidus
- Мухарка лісова, Fraseria ocreata
- Мухоловка сіроголова, Myioparus griseigularis
- Мухоловка сива, Myioparus plumbeus
- Мухарка сріблиста, Empidornis semipartitus
- Мухарка жовтоока, Melaenornis ardesiacus
- Мухарка чорна, Melaenornis edolioides
- Мухарка південна, Melaenornis pammelaina
- Мухарка сіровола, Melaenornis fischeri
- Алєте рудий, Alethe castanea
- Альзакола лісова, Cercotrichas leucosticta
- Соловейко рудохвостий, Cercotrichas galactotes (A)
- Альзакола саванова, Cercotrichas hartlaubi
- Альзакола білоброва, Cercotrichas leucophrys
- Золотокіс малий, Cossyphicula roberti
- Золотокіс рувензорський, Cossypha archeri
- Золотокіс садовий, Cossypha caffra
- Золотокіс синьоплечий, Cossypha cyanocampter
- Акалат білобровий, Cossypha polioptera
- Золотокіс білобровий, Cossypha heuglini
- Золотокіс рудоголовий, Cossypha natalensis
- Золотокіс сіроголовий, Cossypha niveicapilla
- Тирч вохристоволий, Cichladusa arquata
- Тирч плямистоволий, Cichladusa guttata
- Колоратка чорногорла, Pogonocichla stellata
- Червеняк білобровий, Chamaetylas poliocephala
- Червеняк червоногорлий, Chamaetylas poliophrys
- Колоратка лісова, Stiphrornis erythrothorax
- Акалат лісовий, Sheppardia cyornithopsis
- Акалат білочеревий, Sheppardia aequatorialis
- Соловейко східний, Luscinia luscinia (A)
- Соловейко західний, Luscinia megarhynchos
- Мухоловка кавказька, Ficedula semitorquata
- Мухоловка строката, Ficedula hypoleuca
- Мухоловка білошия, Ficedula albicollis
- Горихвістка звичайна, Phoenicurus phoenicurus
- Скеляр малий, Monticola rufocinereus
- Скеляр строкатий, Monticola saxatilis
- Скеляр ангольський, Monticola angolensis
- Трав'янка лучна, Saxicola rubetra
- Saxicola torquatus
- Трактрак темний, Pinarochroa sordida
- Камінчак рудочеревий, Thamnolaea cinnamomeiventris
- Смолярик чорний, Myrmecocichla nigra
- Myrmecocichla collaris
- Кам'янка звичайна, Oenanthe oenanthe
- Кам'янка чорнолоба, Oenanthe pileata (A)
- Кам'янка попеляста, Oenanthe isabellina
- Кам'янка брунатна, Oenanthe heuglinii
- Кам'янка пустельна, Oenanthe deserti
- Кам'янка лиса, Oenanthe pleschanka
- Смолярик білолобий, Oenanthe albifrons
- Oenanthe familiaris'

Родина: Modulatricidae
- Какамега, Kakamega poliothorax

Родина: Нектаркові (Nectariniidae)
- Саїманга оливкова, Deleornis fraseri
- Саїманга сіроголова, Deleornis axillaris
- Саїманга фіолетова, Anthreptes longuemarei
- Саїманга пурпурова, Anthreptes orientalis
- Саїманга мала, Anthreptes seimundi
- Anthreptes tephrolaemus
- Саїманга зеленовола, Hedydipna collaris
- Саїманга західна, Hedydipna platura
- Нектарик зеленоголовий, Cyanomitra verticalis
- Нектарик синьогорлий, Cyanomitra cyanolaema
- Нектарик синьоголовий, Cyanomitra alinae
- Нектарик оливковий, Cyanomitra olivacea
- Нектарець зеленогорлий, Chalcomitra rubescens
- Нектарець аметистовий, Chalcomitra amethystina
- Нектарець червоноволий, Chalcomitra senegalensis
- Нектарка угандійська, Nectarinia purpureiventris
- Нектарка золотоголова, Nectarinia tacazze
- Нектарка бронзова, Nectarinia kilimensis
- Нектарка малахітова, Nectarinia famosa
- Нектарка червонобока, Nectarinia johnstoni
- Нектарка золотокрила, Drepanorhynchus reichenowi
- Маріка смарагдова, Cinnyris chloropygius
- Маріка-крихітка, Cinnyris minullus
- Маріка гірська, Cinnyris stuhlmanni
- Маріка північна, Cinnyris reichenowi
- Маріка королівська, Cinnyris regius
- Маріка-ельф, Cinnyris pulchellus
- Маріка чорнокрила, Cinnyris mariquensis
- Маріка суданська, Cinnyris erythrocercus
- Маріка пурпуровосмуга, Cinnyris bifasciatus
- Маріка райдужна, Cinnyris bouvieri
- Маріка палестинська, Cinnyris osea
- Маріка блискотлива, Cinnyris habessinicus
- Маріка-білозір, Cinnyris superbus
- Маріка різнобарвна, Cinnyris venustus
- Маріка міднобарвна, Cinnyris cupreus

Родина: Ткачикові (Ploceidae)
- Алекто білодзьобий, Bubalornis albirostris
- Алекто червонодзьобий, Bubalornis niger
- Алекто білоголовий, Dinemellia dinemelli
- Магалі-вусань північний, Sporopipes frontalis
- Магалі білобровий, Plocepasser mahali
- Магалі рудоголовий, Plocepasser superciliosus
- Громадник сіроголовий, Pseudonigrita arnaudi
- Малімб червоний, Malimbus erythrogaster
- Малімб червоноволий, Malimbus nitens
- Малімб чубатий, Malimbus malimbicus
- Малімб червоношиїй, Malimbus rubricollis
- Малімб червоноголовий, Anaplectes rubriceps
- Ткачик золотолобий, Ploceus baglafecht
- Ткачик малий, Ploceus luteolus
- Ткачик тонкодзьобий, Ploceus pelzelni
- Ткачик короткокрилий, Ploceus nigricollis
- Ткачик чорногорлий, Ploceus ocularis
- Ткачик чорночеревий, Ploceus melanogaster
- Ткачик заїрський, Ploceus alienus
- Ткачик шафрановий, Ploceus xanthops
- Ткачик королівський, Ploceus aurantius
- Ткачик очеретяний, Ploceus castanops
- Ткачик озерний, Ploceus taeniopterus (A)
- Ткачик савановий, Ploceus intermedius
- Ткачик акацієвий, Ploceus vitellinus
- Ткачик масковий, Ploceus heuglini
- Ткачик строкатоспинний, Ploceus spekeoides (E)
- Ткачик західний, Ploceus nigerrimus
- Ткачик великий, Ploceus cucullatus
- Ткачик темний, Ploceus weynsi
- Ткачик чорноголовий, Ploceus melanocephalus
- Ткачик золотоспинний, Ploceus jacksoni
- Ткачик каштановий, Ploceus rubiginosus
- Ткачик суданський, Ploceus badius
- Ткачик золотошиїй, Ploceus aureonucha (A)
- Ткачик трибарвний, Ploceus tricolor
- Ткачик чорний, Ploceus albinucha
- Ткачик лісовий, Ploceus bicolor
- Ткачик буроголовий, Ploceus insignis
- Ткачик товстодзьобий, Ploceus superciliosus
- Квелія кардиналова, Quelea cardinalis
- Квелія червоноголова, Quelea erythrops
- Квелія червонодзьоба, Quelea quelea
- Вайдаг червоний, Euplectes franciscanus
- Вайдаг вогнистий, Euplectes orix
- Вайдаг чорнокрилий, Euplectes hordeaceus
- Вайдаг чорний, Euplectes gierowii
- Вайдаг золотистий, Euplectes afer
- Вайдаг товстодзьобий, Euplectes capensis
- Вайдаг білокрилий, Euplectes albonotatus
- Вайдаг жовтоплечий, Euplectes macroura
- Вайдаг великий, Euplectes ardens
- Вайдаг червоноплечий, Euplectes axillaris
- Вайдаг болотяний, Euplectes hartlaubi
- Ткачик білолобий, Amblyospiza albifrons

Родина: Астрильдові (Estrildidae)
- Сріблодзьоб сіроголовий, Spermestes griseicapilla (A)
- Сріблодзьоб чорноволий, Spermestes cucullata
- Сріблодзьоб великий, Spermestes fringilloides
- Сріблодзьоб строкатий, Spermestes bicolor
- Сріблодзьоб чорногузий, Euodice cantans
- Астрильдик чорнохвостий, Nesocharis ansorgei
- Астрильд ефіопський, Coccopygia quartinia
- Астрильд зелений, Mandingoa nitidula
- Червоногуз заїрський, Cryptospiza shelleyi
- Червоногуз темний, Cryptospiza jacksoni
- Червоногуз ефіопський, Cryptospiza salvadorii
- Червоногуз зеленоголовий, Cryptospiza reichenovii
- Астрильд-мурахоїд рудогрудий, Parmoptila jamesoni
- Нігрита білочерева, Nigrita fusconotus
- Нігрита рудочерева, Nigrita bicolor
- Нігрита чорнолоба, Nigrita canicapillus
- Нігрита жовтолоба, Nigrita luteifrons
- Астрильдик білощокий, Delacourella capistrata
- Астрильд чорнощокийBrunhilda erythronotos
- Астрильд рудогузий, Brunhilda charmosyna
- Астрильд білочеревий, Estrilda nonnula
- Астрильд червонобокий, Estrilda kandti
- Астрильд золотощокий, Estrilda melpoda (A)
- Астрильд болотяний, Estrilda paludicola
- Астрильд смугастий, Estrilda astrild
- Астрильд сірий, Estrilda troglodytes
- Астрильд червонокрилий, Estrilda rhodopyga
- Луговик чорнощокий, Ortygospiza atricollis
- Амадина червоногорла, Amadina fasciata
- Бенгалик золотогрудий, Amandava subflava
- Астрильд пурпуровий, Granatina ianthinogaster
- Астрильд-метелик червонощокий, Uraeginthus bengalus
- Синьодзьоб заїрський, Spermophaga poliogenys
- Синьодзьоб червоноголовий, Spermophaga ruficapilla
- Червонощок чорночеревий, Pyrenestes ostrinus
- Мельба строката, Pytilia melba
- Мельба золотокрила, Pytilia afra
- Мельба червонокрила, Pytilia phoenicoptera
- Краплик північний, Euschistospiza dybowskii
- Краплик темний, Euschistospiza cinereovinacea
- Астрильд бурий, Clytospiza monteiri
- Амарант червонодзьобий, Lagonosticta senegala
- Амарант червоний, Lagonosticta rubricata
- Амарант рожевий, Lagonosticta rhodopareia
- Амарант червоночеревий, Lagonosticta rara
- Амарант савановий, Lagonosticta rufopicta
- Амарант масковий, Lagonosticta larvata

Родина: Вдовичкові (Viduidae)

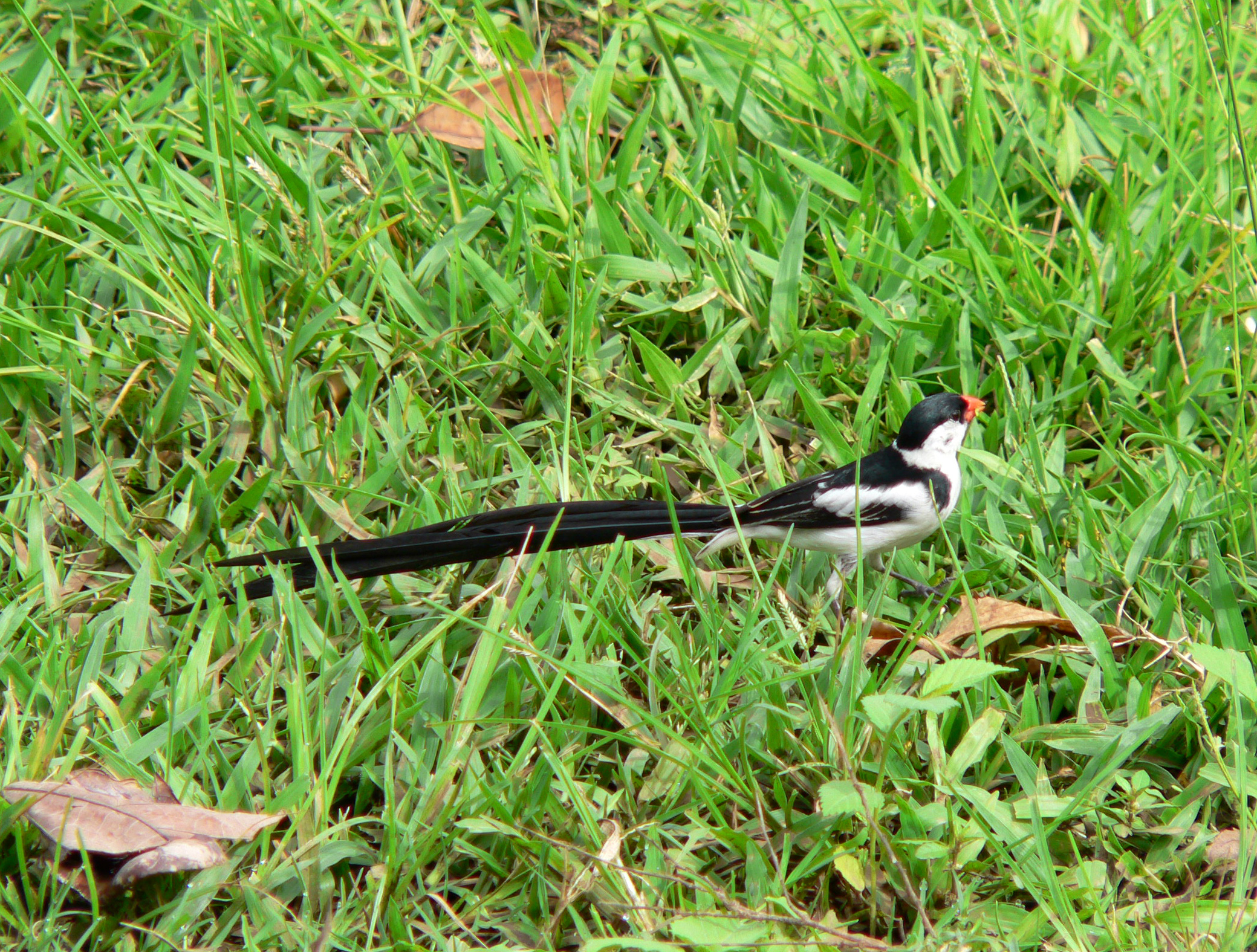
Вдовичка білочерева (Vidua macroura)

- Вдовичка білочерева, Vidua macroura
- Вдовичка широкохвоста, Vidua obtusa (A)
- Вдовичка райська, Vidua paradisaea
- Вдовичка сапфірова, Vidua hypocherina
- Вдовичка світлохвоста, Vidua fischeri
- Вдовичка червононога, Vidua chalybeata
- Вдовичка садова, Vidua wilsoni
- Зозульчак, Anomalospiza imberbis

Родина: Горобцеві (Passeridae)

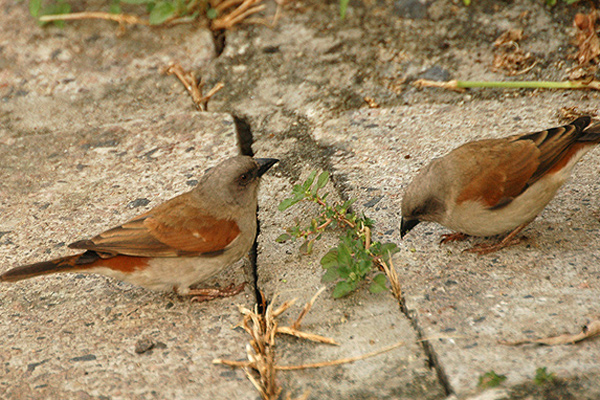
Горобець сіроголовий (Passer griseus)

- Горобець хатній, Passer domesticus (I)
- Горобець ефіопський, Passer shelleyi
- Горобець сіроголовий, Passer griseus
- Горобець товстодзьобий, Passer gongonensis
- Горобець іржастий, Passer eminibey
- Горобець сахелевий, Gymnoris pyrgita
- Горобець малий, Gymnoris dentata

Родина: Плискові (Motacillidae)

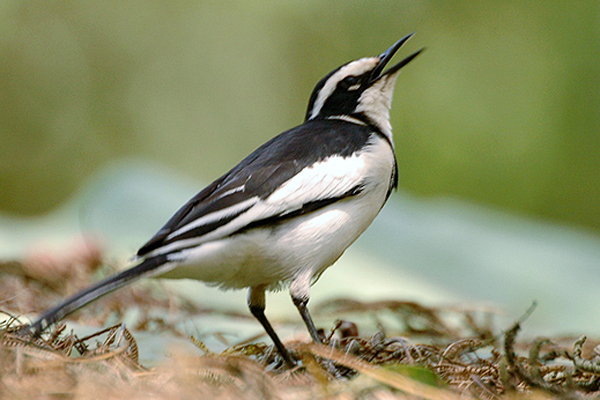
Плиска строката (Motacilla aguimp)

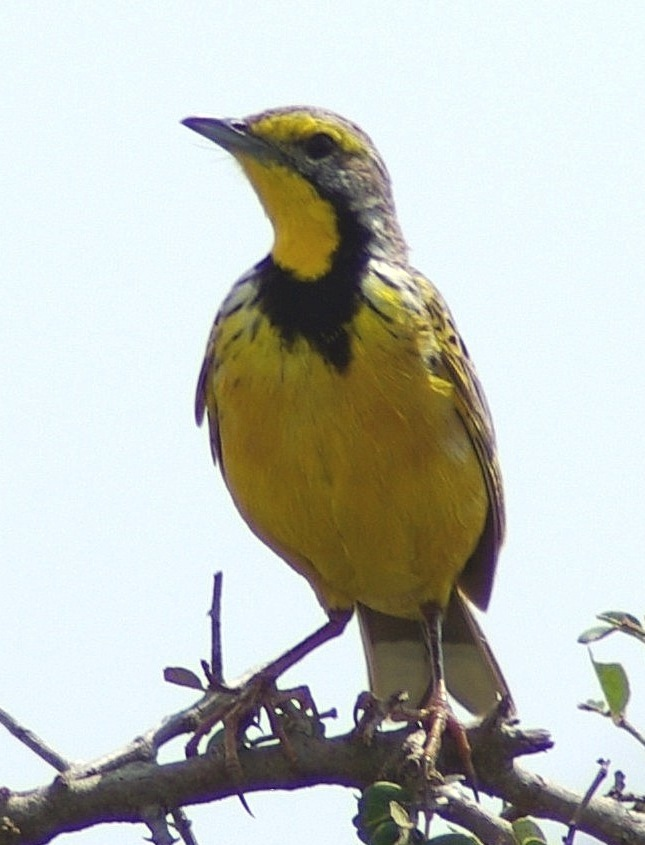
Пікулик жовтогорлий (Macronyx croceus)

- Плиска капська, Motacilla capensis
- Плиска ефіопська, Motacilla clara
- Плиска гірська, Motacilla cinerea
- Плиска жовта, Motacilla flava
- Плиска строката, Motacilla aguimp
- Плиска біла, Motacilla alba
- Щеврик рудий, Anthus cinnamomeus
- Щеврик довгодзьобий, Anthus similis
- Щеврик польовий, Anthus campestris (A)
- Щеврик-велет, Anthus leucophrys
- Щеврик смугастий, Anthus lineiventris (A)
- Щеврик лісовий, Anthus trivialis
- Щеврик червоногрудий, Anthus cervinus
- Щеврик короткохвостий, Anthus brachyurus
- Щеврик золотистий, Tmetothylacus tenellus (A)
- Пікулик жовтогорлий, Macronyx croceus

Родина: В'юркові (Fringillidae)
- Івуд, Linurgus olivaceus

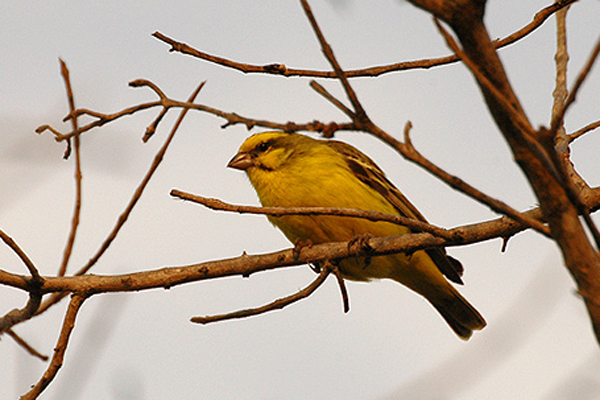
Щедрик жовтолобий (Crithagra mozambica)

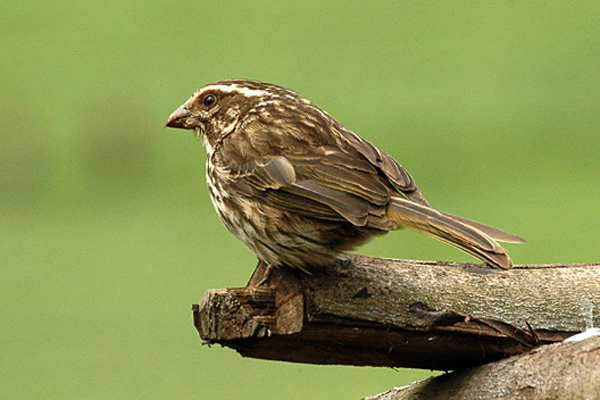
Щедрик строкатий (Crithagra striolata)

- Щедрик білогузий, Crithagra leucopygia
- Щедрик жовтолобий, Crithagra mozambica
- Щедрик масковий, Crithagra citrinelloides (A)
- Щедрик діадемовий, Crithagra frontalis
- Щедрик східний, Crithagra hyposticta (A)
- Щедрик папірусовий, Crithagra koliensis
- Щедрик чорногорлий, Crithagra atrogularis
- Щедрик буроволий, Crithagra reichenowi
- Щедрик білочеревий, Crithagra dorsostriata
- Щедрик акацієвий, Crithagra sulphurata
- Щедрик строкатий, Crithagra striolata
- Щедрик товстодзьобий, Crithagra burtoni
- Crithagra canicapilla
- Щедрик білобровий, Crithagra reichardi
- Serinus flavivertex

Родина: Вівсянкові (Emberizidae)
- Вівсянка бурогуза, Emberiza affinis
- Вівсянка садова, Emberiza hortulana (A)
- Вівсянка білоброва, Emberiza cabanisi
- Вівсянка жовточерева, Emberiza flaviventris
- Вівсянка сомалійська, Emberiza poliopleura (A)
- Вівсянка каштанова, Emberiza tahapisi